# Det tysk-romerske Rige
Det Tysk-Romerske Rige eller Det Hellige Romerske Rige af Tysk Nation (tysk: Heiliges Römisches Reich deutscher Nation) (på dansk bruges som regel førstnævnte), var et politisk konglomerat af lande i Vest- og Centraleuropa med Tyskland som centrum. Kejserrigets navn skiftede meget gennem tiderne. Udtrykket Det romerske kejserrige blev brugt i 1034 som betegnelse for Konrad 2.s lande. I 1157 brugte man udtrykket Det hellige kejserrige. Titlen romersk kejser om nordeuropæiske herskere blev anvendt første gang under Otto 2. (kejser 973–983). Indtil da havde kejserne fra og med Karl den Store (kejser 800-814) og til og med Otto 1. den Store (kejser 962-973) anvendt titlen Imperator Augustus ("Ophøjet kejser"). Det præcise udtryk, Det hellige romerske kejserrige dateres fra 1254, og den afsluttende version, Det hellige romerske kejserrige af tysk nation ses første gang i 1512.
Riget skabtes ved Otto den Stores kroning til romersk kejser 962 og varede indtil 1806 ved Frankrigs angreb på og okkupation af en stor del af de kejserlige lande. Forudsætningen var Karl den Stores rige, som det egentlig opfattedes som en efterfølger til. Rigets navn betegnede, at kejseren egentlig skulle opfattes som romersk kejser men på tysk grund. Formelt set var der tale om en tysk konge der valgtes til romersk kejser, ofte tales der dog blot om tyske kejsere. Styreformen var føderal-monarkisk med en kejser valgt af et kurfyrstekollegium bestående af de mægtigste fyrster indenfor riget. Samtlige territorier i riget havde ret til repræsentation på Rigsdagen og var i denne forbindelse opdelt i et antal rigskredse og 3, senere 4, stænder. Den danske konge havde som hertug af Holsten sæde i rigsdagen fra 1487, den svenske som hertug af Pommern, fyrstbiskop af Bremen og fyrstbiskop af Verden sæde fra 1648. Flere af fyrsterne havde besiddelser udenfor riget, såsom markgreven af Brandenburg, som samtidig var hertug, senere konge, af Preussen og ærkehertugen af Østrig, som samtidig var konge af Ungarn. Da der var langt over 1000 territorier, kunne Rigsdagen antage en anselig størrelse, hvorfor man greb til reduktion i bestemmelsesretten, sådan at ikke hele rigsdagen skulle involveres i enhver beslutning.
Riget styredes af skiftende dynastier (frankere, saliere, hohenstaufere, habsburgere), men allerede fra middelalderens slutning var flere delstater reelt selvstændige. Fra midten af 1400-tallet havde Huset Habsburg mere eller mindre monopol på kejsertitlen men udviklede sit eget hjemland Østrig til en selvstændig magtfaktor.

## Rigets grænser
Det tysk-romerske riges grænser mod øst, syd og vest blev flyttet mange gange i de århundreder, som riget eksisterede. Grænsen mod nord lå derimod nogenlunde fast. I året 811 havde danske og frankiske stormænd bestemt, at floden Ejderen skulle være grænse mellem de to lande. Frem til det tysk-romerske riges opløsning i 1806 blev aftalen stort set respekteret både af Danmark og Tyskland.
De vigtigste undtagelser var:
- Mark Slesvig, der omkring år 1000 var en tysk lydstat. Mark Slesvig lå mellem Ejderen og Danevirke.
- Holsten, Lübeck og andre områder nord for Elben kom under dansk styre under Valdemar Sejr. Det danske herredømme sluttede efter Slaget ved Bornhøved i 1227.

Der skete politisk, økonomisk og kulturel påvirkning hen over den formelle rigsgrænse; ligesom forskellige fyrstehuse i tidens løb skaffede sig besiddelser på begge sider af Ejderen.

## Rigets opbygning

### Den kejserlige fane
Det tysk-romerske riges flag var ikke et nationalflag i traditionel forstand, men en kejserlig fane, som blev brugt af kejseren. Farverne var sort og gul, med motiv af en sort ørn på en gylden baggrund.
Fra slutningen af 1200-tallet eller fra tidlig 1300-tal, var kløerne og næbbet farvet rødt. Fra tidlig på 1400-tallet blev der benyttet en dobbeltørn.
Det blev også benyttet et rød og hvidt flag, særlig da riget deltog i korstogene. Flaget, som blev benyttet, blev kaldt «St. Georgs flag» og havde et Georgskors, et hvidt kors på rød baggrund tilsvarende, men modsat med farvessammensætning som det engelske flag. Rødt og hvidt var også de farver, som blev benyttet af Hansaforbundet.
Kombinationer af det kejserlige banner og røde/hvide felter blev også brugt af de frie rigsstæder i deres byflag.
Gennem historien brugte Det tysk-romerske rige en række forskellige heraldiske udtryk. Dette kom særlig frem i rigsvåbenet, hvor en tolkning af et træsnit fra 1510 fremstiller dette som en såkaldt «Quaterionenadler», en rigsørn, som holder 56 rigsvåben for de forskellige kejserlige lande i riget i grupper af fire på de opslåede vinger til en dobbeltørn, med de syv kurfyrster på toppene og ørnen holder også oppe et krucifiks med den korsfæstede Kristus.

### Konge af romerne
Titlen romernes konge (latin: rex romanorum) blev benyttet af de tysk-romerske kejsere, efter at de var blevet bekræftet som kejsere, men før de var blevet kronet af paven. Titlen angav kejserlig rolle, som var anerkendt af paven.
Tidligere var titlen rex teutonicorum ("tyskernes konge") blevet benyttet frem til Henrik 2., som var den første der tog titlen romernes konge i brug.
Titlen romernes konge blev også brugt som titel for en arving til kejsertronen, som blev valgt, mens kejseren endnu levede. Imidlertid hændte det, at ikke alle, som blev valgt til konge af romerne, blev kronet til kejser.
Efter kroningen som hellig romersk kejser (og nogen gange før det) blev titlen erstattet med det kejserlige semper Augustus («altid Augustus», eller «altid majestætisk», «altid ophøjet», «altid større», fra latin augere).

### Rigsstænder
Blandt rigsumiddelbare personer skelnede man mellem rigsstænderne (ental rigsstand, tysk Reichsstand) og resten, hvor rigsstænder var kendetegnede ved, at de var repræsenteret i den tysk-romerske rigsdag. Blandt rigsstænderne blev det videre skelnet mellem personer med virilstemme og sådanne med kuriatsstemme. En virilstemme indebar personlig møderet og egen stemme ved rigsdagen (af latin vir = «mand», dvs. «en stemme per mand»). Rigsstænder uden virilstemme var på rigsdagene repræsenteret via et kollegium, som delte på en fælles såkaldt kuriatsstemme.

#### Kurfyrster
Kurfyrsterne (tysk Kurfürst, af middelhøjtysk kur, 'valg' og fürste 'fyrste', latin princeps elector imperii eller elector) var de fyrster i Det tysk-romerske rige, som udgjorde kurfyrstekollegiet og fra 1200-tallet var de eneste som havde stemmeret ved valget (middelhøjtysk: kure) af romersk konge. Den, som blev valgt til romersk konge, blev traditionelt senere kronet til tysk-romersk kejser (frem til 1500-tallet af paven i Rom).

#### Rigsfyrster
Rigsfyrsterne (tysk Reichsfürst, latin princeps regni) var i Det tysk-romerske rige et adeligt statsoverhoved med personlig stemme (virilstemme) i rigsdagen. Rigsfyrstens territorium var rigsumiddelbart, det vil sige ikke underlagt andre lensherrer end kejseren.
Det fandtes både gejstlige og verdslige rigsfyrster. De gejstlige fyrster omfattede fyrstærkebiskopper og fyrstbiskopper, men også enkelte rigsprælater blev ophøjet til rigsfyrstestanden. Blandt de verdslige rigsfyrster var oprindeligt kongen af Böhmen, rigets hertuger samt mark-, pfalz- og landgrever.

#### Rigsprælater
Rigsprælaterne (tysk Reichsprälat) var overholdet i rigsklostrene, som var rigsumiddelbare klostre. Klosterets overhoved var ikke underlagt andre lensherrer end kejseren. Dermed var rigsklostre strengt taget selvstændige stater inden for riget. Den verdslige jurisdiktion blev imidlertid ofte varetaget af fogeder i nabostater.
Nogen få rigsprælater fik tildelt fyrsterang, og bar dermed titlen fyrsteprovst, fyrsteabbed eller fyrsteabbedisse (Fürstprobst, Fürstabt/Fürstäbtissin). Nogen af disse havde personlig stemmeret (virilstemme) i rigsdagen på lige fod med andre rigsfyrster (abbederne af Corvey, Kempten, Prüm, Stablo, provstene af Ellwangen, Berchtesgaden, Weißenburg). De øvrige rigsprælater mødte ikke selv ved rigsdagene, men delte på totalt to stemmer. Stemmerne blev ivaretaget af to rigsprælater som var blevet valgt til leder for hver sin «prælatbænk» (den «rhinske» respektive «schwabiske bænk» – Rheinische og Schwäbische Prälatenbank).

#### Rigsgrevskaber
Riksgrevskaber (tysk: Reichsgrafschaft) var rigsumiddelbare grevskaber. Rigsgreven var ikke underlagt andre lensherrer end kejseren. Dermed var rigsgrevskaber selvstændige stater.
Omkring år 1521 fandtes der 144 rigsgrevskaber. Tallet sank til 99 inden 1792, fordi grevehuse uddøde eller blev ophøjede til rigsfyrsterangen, eller fordi rigsgrevskaber blev mediatiseret (det vil sige slået sammen med større nabostater) eller forlod riget. På den andre side kom enkelte nye rigsgrever til ved delinger af grevehuse eller på grund af ophøjelser til rigsgrevestanden. Ved opløsningen af Det tysk-romerske rige mistede begrebet sin betydning og mange rigsgrevskaber deres selvstændighed.

#### Frie rigsstæder
Frie rigsstæder (eller fri rigsby; tysk freie Reichsstadt) var rigsumiddelbare byer. Byens befolkning var ikke underlagt andre lensherrer end kejseren. Dermed var frie rigsstæder selvstændige stater. De kunne imidlertid ikke møde på rigsdagene, men udgjorde samlet "De frie rigsstæders kollegium". Dette havde to stemmer, fordelt på en "rhinsk" og en "schwabisk bænk" (Rheinische og Schwäbische Bank). Den første omfattede også de nordtyske frie rigsstæder.
Oprindeligt betegnede fri stad og rigsstad to forskellige slags status, men forskellen mistede med tiden sin betydning således, at samlebetegnelsen «frie og rigsstæder» blev til «frie rigsstæder».

#### Andre rigsstænder

##### Rigsriddere
Rigsridderne (tysk Reichsritter) var rigsumiddelbar ridder (ritter). Ridderen, hans familie og undersåtter var altså ikke underlagt andre lensherrer end kejseren. Dermed var rigsriddernes territorier (herligheder) strengt taget selvstændige stater, selv om de var små og ofte bare omfattede en borg eller nogle få bygninger med tilhørende land. Rigsridderne var imidlertid ikke regnet som rigsstand og kunne ikke møde på rigsdagene.
Med grundlæggelsen af Rhinforbundet i 1806 blev titlen afskaffet og rigsriddernes territorier blev indlemmet i nabostaterne (mediatiseret).

##### Rigslandsby
Rigslandsbyerne (tysk Reichsdorf) var rigsumiddelbare landsbyer. Landsbyernes befolkning var ikke underlagt andre lensherrer end kejseren. Dermed var rigslandsbyerne strengt taget selvstændige stater. De kunne imidlertid ikke møde på rigsdagene, og var heller ikke repræsenterede i rigsstædernes kollegium.
Der fandtes over 120 rigslandsbyer og rigsgodser, som var spredt rundt i riget med den største tæthed i sydvest, altså hohenstaufernes stamterritorium i Schwaben. Rigslandsbyerne repræsenterede de tilbageværende kongelige/kejserlige territorier og kejserens personlige følgemænd (vasaller).

### Rigsdagen
Samtlige territorier i riget havde foretrædelsesret for Rigsdagen og var i denne forbindelse opdelt i et antal rigskredse og tre, senere fire, stænder. Den danske konge havde som hertug af Holsten sæde i Rigsdagen fra 1487, og den svenske som hertug af Forpommern, fyrstbiskop af Bremen og fyrstbiskop af Verden sæde fra 1648. Flere af fyrsterne havde besiddelser uden for riget, såsom markgreven af Brandenburg, som samtidig var hertug, senere konge, af Preussen, og ærkehertugen af Østrig, som samtidig var konge af Ungarn. Da der var langt over 1000 territorier, kunne Rigsdagen antage en anselig størrelse. Derfor reducerede man bestemmelsesretten således, at ikke hele rigsdagen skulle involveres i enhver beslutning.

### Rigskredse
Rigskredsene var de regionale grupper af stater inden for riget. Formålet med inddelingen var at opbygge et mere struktureret forsvar, og at organisere den kejserlige skatteopkrævning. Også Rigsdagen blev i nogen grad organiseret efter rigskredse.
Hver rigskreds havde sin egen forsamling kaldet Kreistag. Medlemmerne af disse forsamlinger fik ikke automatisk medlemskab i Rigsdagen.

### Rigshofrådet og Rigskammerretten
Riget havde to retsinstanser, der til en vis grad konkurrerede med hinanden: Rigshofrådet (tysk:Reichshofrat ) i Wien og Rigskammerretten i Wetzlar. Den første blev etableret af kejser Maximilian 1. i 1497 på grundlag af et ansat råd fra middelalderen som en rival til Rigskammerretten (tysk: Reichskammergericht ), som blev grundlagt af rigsdagen i Worms to år tidligere, og som kejseren oplevede som værende blevet påtvunget ham af rigsdagen.
Rigskammerretten havde noget mere begrænsede fuldmagter, eksempelvis dømte den ikke i kriminalsager, med mindre der blev stillet spørgsmål om de strafferetslige procedurer var fulgt på en rigtig måde. Rigskammerretten arbejdede særlig med sager tilknyttet de feudale forhold og sager mellem de ulige stater indbyrdes inden for riget.

### Rigshær
I den såkaldte rigsmatrikel fra rigsdagen i Worms i 1521 blev det fastslået, at alle rigsstænderne i riget var forpligtet til at stille et vist antal tropper til en rigshær («Reichsheer»), samt et beløb med penge for at underholde denne hær, som måtte betales. Selv om denne fordeling blev noget justeret med tiden, dannede den med små ændringer grundlaget for organiseringen af en rigshær («Reichsheeresverfassung»). Vedtagelsen fra 1521 byggede på en tidligere vedtagelse fra rigsdagen i Nürnberg i 1422, og blev fulgt op og videreudviklet i de senere rigsdage.
Mens rigshæren var en mobiliseringshær fra distrikterne, fandtes der også en kejserlig hær, der var en stående hær, som fulgte kejseren.

## Historie
Karl den Stores rige var sammensat af for uensartede bestanddele til, at det i længden kunne holdes samlet under en hersker, og allerede under hans søn og efterfølger, Ludvig den Fromme, viste der sig tegn på en begyndende opløsning, og katastrofen indtraf da også kort efter hans død, idet hans tre sønner ved Forliget i Verdun (843) delte riget, hvorved den næstældste af brødrene, Ludvig 1. (Ludvig den Tyske) fik alt land øst for Rhinen, hvortil 870 lagdes egnene mellem Rhinen, Maas og Schelde. Ludvig 1. blev således som konge over Østfranken hersker over et folk, der i eet og alt følte sig som tysk i modsætning til de romansktalende vestfranker, og han evnede nogenlunde at opretholde freden i det nye rige udadtil og indadtil. Men efter hans død i 876 var freden forbi, idet riget splittedes mellem hans tre sønner, Karloman, Ludvig den Yngre og Karl den Tykke. Vel arvede den sidste sine brødres andele ved deres død i henholdsvis 880 og 882, og blev valgt til fransk konge samt opnåede at blive kronet som romersk kejser, men han formåede dog ikke at beskytte riget mod normannernes og slavernes plyndringer, der navnlig gik ud over sakserne. Følgen heraf var, at disse besluttede at hjælpe sig selv og atter valgte en hertug for at få en fører i kampen mod de farlige fjender, og de andre stammer fulgte eksemplet. Arnulf af Kärnten, en uægte søn af den ovenfor nævnte Karloman, blev valgt til konge i stedet for Karl den Tykke, der på rigsdagen i Tribur i 887 blev afsat fra sin værdighed som tysk konge. Arnulf tilføjede normannerne et afgørende nederlag ved Löwen i 891, trængte venderne ved Elben tilbage og tilintetgjorde det slaviske rige i Mähren.
Ved Arnulfs død i 899 kom der atter ufredstider, idet hans søn og efterfølger, Ludvig 3. (Ludvig Barn), der ved faderens død kun var 6 år gammel, og da han den største del af sit liv var under formynderskab, benyttede stammehertugerne sig heraf til at gøre sig så godt som uafhængige af kronen, hvis rettigheder og indtægter de tilrev sig, mens de ikke formåede at yde tilstrækkelig modstand mod magyarernes vilde rytterskarer, der nu begyndte at hjemsøge Tyskland. Den eneste pålidelige støtte, kongemagten havde, var gejstligheden, der efter bedste evne søgte at holde riget sammen, uden at det dog kunne hindres, at Lothringen faldt fra Tyskland og sluttede sig til Frankrig, Ved Ludvig Barns død i året 911 (han var den sidste tyske konge af karolingisk æt) var der kun levnet kronen en skygge af magt, og tilstanden blev ikke bedre under hans efterfølger, Konrad 1., hertug af Franken, idet denne trods alle sine anstrengelser hverken formåede at skaffe sig lydighed hos hertugerne eller at værne Tyskland mod ydre fjender, så at riget ved hans død i 918 var så godt som opløst.

### Det sachsiske kejserhus (919—1024)
Henrik 1. (Henrik Fuglefænger), hvem Konrad 1. på sit dødsleje havde udpeget som sin efterfølger, nåede at genoprejse det sammensunkne rige. Det var kun sakserne og frankerne, der i april 919 havde valgt ham til konge, men det varede ikke længe, inden han fik hertugerne af Schwaben og Bayern til at underkaste sig hans myndighed, og da det endelig lykkedes ham at få Lothringen til atter at slutte sig til Tyskland, anerkendte således alle fem tyske stammer ham som konge. Samtidig hermed angreb han Tysklands urolige naboer mod øst, slaverne mellem Elben og Oder, undertvang dem og åbnede disse egne for kristendom og tysk kolonisation, der sikredes ved et her oprettet markgrevskab ligesom ved den kort efter påfølgende stiftelse af flere bispedømmer. Også polakkerne og bøhmerne blev holdt i ave, mens magyarerne (ungarerne) ikke lod sig afvise med de stridskræfter, Henrik kunne råde over i de første år af sin regering. Han valgte da at slutte en foreløbig fred i 924 med disse, der skulle have en årlig tribut, og benyttede nu tiden til at reorganisere den gamle hærordning, der fik en væsentlig forbedring ved indførelsen af rostjenesten, så at et betydeligt rytteri for fremtiden stadig var til stede. Endvidere byggede han talrige borge som støttepunkter for forsvaret og kunne nu med ro efter 9 års forløb nægte at betale tribut til magyarerne, der som følge heraf trængte helt op i Thüringen, men blev slagne af Henrik i nærheden af Merseburg samt på sletterne ved Unstrut den 15. marts 933. Herefter holdt magyarerne sig rolige en tid, og ved Henriks død 936 var riget bragt i så forsvarlig stand, at hans søn, Otto 1. (Otto den Store), uden modstand kunde lade sig krone i Aachen.

#### Otto den Store
Flere oprørsforsøg fra hertugernes side blev hurtig kuede og ophavsmændene strengt straffede, og for at undgå uroligheder af den art gav Otto Bayern, Schwaben og Lothringen som len til sine slægtninge, mens Franken ikke mere fik en egen hertug, men styredes af kongen selv. Sit eget hertugdømme, Sachsen, skænkede han til Hermann Billung. Den hertugelige magt svækkedes desuden ved deling af hertugdømmerne, ved oprettelsen af markgrevskaber og indsættelsen af Pfalzgrever, der foruden at bestyre krongodserne også skulle holde øje med hertugerne. Da også gejstligheden var ganske afhængig af kongen, kunne Otto uhindret vende sig mod rigets ydre fjender, navnlig slaverne og magyarerne. Det gamle venderlands germanisering skred rask fremad, Polen og Böhmen blev len af riget, og da magyarerne på ny faldt ind i Tyskland, tilføjede Otto dem et så afgørende nederlag på Lech-sletterne den 10. august 955, at de ikke mere var farlige for riget.
Otto nøjedes imidlertid ikke med den tyske kongekrone, men lagde i sidste halvdel af sin regeringstid beslag på sit riges kræfter til erobring af Italien. Indkaldt af den unge italienske enkedronning Adelheid, hvem han ægtede, drog han 951 over Alperne og lod sig, efter at have gjort sig til herre i Nord- og Mellemitalien, krone med den lombardiske jernkrone i Pavia, hvorpå han ved et nyt hærtog i 962 underlagde sig hele Italien og af pavens hånd modtog den romerske kejserkrone. Denne gik fra nu af over til Tyskland, og da dette var hovedparten af kejserdømmet, kaldtes det ny Romerrige det tysk-romerske, »das heilige römische Reich deutscher Nation«. Men idet de følgende tyske konger vendte blikket mod Rom og så det som et stadigt mål at blive kronet af paven til kejserværdigheden, kunne det ikke undgås, at den kejserlige politik tog en retning, der ikke stemmede med Tysklands nationale interesser, hvad der i flere henseender kom til at virke hæmmende på den indre udvikling i selve det tyske hjemland, om end dette på den anden side modtog kulturelle impulser af stor værdi fra Italien. Men Ottos samtid og middelalderen overhovedet kunne kun i oprettelsen af det tysk-romerske rige se et fuldt berettiget forsøg på virkeliggørelse af tanken om et universalrige, en tanke, der sysselsatte så mange af disse tiders statsmænd, historikere og digtere. Tyskerne kunne da heller ikke klage over, at Otto forsømte dem for Italiens skyld, idet han tværtimod styrede også det tyske rige med sin vante kraft lige til sin død i 973.

#### Otto 2.
Hans søn og efterfølger, Otto 2., forstod lige som faderen at holde hertugerne i ave og svække deres magt (Bayerns område blev således formindsket ved udskillelse af Østrig og Kärnten, der fik egne fyrster), ligesom han hævdede rigets overhøjhed over slaverne ved østgrænsen og endog gjorde et indfald på den jyske halvø. Mindre heldig var han i Italien, og da han forsøgte at hævde sit herredømme i Syditalien mod grækerne og saracenerne, led han ved Barentello i Kalabrien et nederlag, der nær havde kostet ham livet i 982.

#### Otto 3.
Allerede det følgende år døde Otto 2. i Rom, og da hans søn, Otto 3., kun var tre år gammel og altså i lang tid var under formynderskab, kunne de tyske fyrster uden fare og med udsigt til held genoptage forsøgene på at udvide deres magt på kronens bekostning. De gjorde nu også fordring på arvelighed af deres len og embeder, et forlangende som formynderregeringen savnede kraft til at afvise så meget mere, som de ringere vasaller begyndte at gøre lignende krav gældende. Den almindelige uro og forvirring forøgedes ved slavernes truende holdning: polakkerne gjorde sig uafhængige, og venderne samlede sig til angreb på de tyske indvandrere øst for Elben. Under alt dette opholdt Otto 3. sig stadig i Italien, hvor han havde fået en klassisk opdragelse, der gjorde ham ganske fremmed for Tyskland, om hvis anliggender han ikke bekymrede sig, mens han drømte om genoprettelsen af Romerriget i dets gamle former og beskæftigede sig med planer til en almindelig kirkeforbedring. Han blev til sidst fordreven fra Rom og døde som flygtning i Viterbo i 1002.

#### Henrik den Hellige
Den tyske krone gik nu over til Henrik 2. (Henrik den Hellige), hertug af Bayern (en sønnesøn af Henrik Fuglefænger), hvis valg dog mødte stærk modstand og kun gennemførtes ved Bayerns, Frankens og Øvre-Lothringens hjælp. Det lykkedes ham efterhånden at få de modvillige fyrster til at forpligte sig til at respektere kronens rettigheder og til at yde lenstjeneste, men til gengæld måtte han gøre dem store indrømmelser, blandt andet anerkende lenenes arvelighed. I Italien genoprettede han ligeledes det tyske herredømme, mens han var uheldig i kampen med slaverne, idet han måtte anerkende Polens uafhængighed og afstå Lausitz til den krigerske kong Boleslav, lige som han ikke kunne hindre, at de tyske erobringer øst for Elben gik tabt. Disse uheld gjorde dog intet afbræk i hans arbejde på atter at fæstne rigsenheden. Hans virksomhed i denne retning havde en sikker støtte i gejstligheden, hvis anseelse han, strengt kirkelig sindet som han var, på alle måder søgte at hæve, blandt andet ved at give den store forleninger og rige gaver. Da han var den sidste mand af det sachsiske kejserhus, var de tyske fyrster ved hans død i 1024 stillede frit over for valget af en ny konge, men forholdene i riget var da så rolige, at folk og fyrster i fuld enighed kunne samle sig om en mægtig og højbyrdig frankisk greve, Konrad, der skulle blive stamfader for et nyt herskerhus.

### Det frankiske eller saliske kejserhus (1024—1125)
Konrad 2. (»Konrad der Salier«) hævdede vel med fast hånd den kongelige myndighed over for fyrsterne, men gjorde ikke forsøg på at fratage dem arveret til deres len og gik endog ind på, at dette princip anvendtes til fordel for de ringere vasaller (i Italien fastsloges dette 1037 ved lov), idet han ved denne føjelighed håbede at kunne få kronen gjort arvelig i sin slægt, hvad dog ikke lykkedes ham. I Italien bragte han fuldstændig ro til veje lige som ved østgrænsen, og mod vest udvidede han Tysklands magtsfære ved i 1032 at forene kongeriget Arelat eller Burgund med Tyskland, hvad der ifølge en ældre traktat med den sidste burgundiske konge, Rudolf 3., skulle ske ved dennes død. Konrad måtte dog med hærmagt tvinge de burgundiske vasaller til at anerkende ham som konge, og lod sig gentagne gange krone med den burgundiske kongekrone, men Burgund kom dog kun til at stå i en meget løs forbindelse med det tyske rige og kom i de nærmest følgende århundreder helt bort fra dette.

#### Henrik 3.
Konrad var således ved sin død bærer af en kejserkrone og tre kongekroner, der i 1039 gik over til hans søn, Henrik 3., som allerede i faderens livstid var valgt til hans efterfølger. Henrik 3. holdt lige som sin forgænger med fast hånd fyrster og folk til lydighed under kronen. Således måtte sachserne bøde hårdt for deres hertugs fjendtlige optræden over for sin overherre, der erklærede ham i rigens akt, lige som Henrik ydmygede flere andre mægtige vasaller og bortgav de store kronlen til sine slægtninge (Bayern overlod han endog til sin gemalinde), ja selv de høje gejstlige embeder besatte han med nære pårørende og venner. Der herskede derfor overalt i Tyskland og Italien god ro og orden, så det blev muligt for kejseren at give sig i kast med en plan til en kirkeforbedring, hvis virkeliggørelse han vistnok har anset som sit livs hovedopgave. Den gik ud på en kirkerensning i cluniacensernes ånd, hvorved gejstligheden skulle sættes i stand til i fuld frihed for alle verdslige hensyn at arbejde i sit høje kalds tjeneste. Det var dog Henrik 3.s mening, at kirken, netop fordi dens rige ikke var af denne verden, skulle give kejseren, hvad kejserens var, hvoraf fx fulgte, at kronens ret til at besætte de gejstlige embeder blev den samme som før. Det var med hin plan for øje, at Henrik blandede sig i kirkestriden i Italien, hvor tre paver gensidig forkætrede hinanden, idet han på synoden i Sutri i 1046 lod alle tre afsætte, hvorpå han satte en tysk biskop på Skt. Peters stol, og han understøttede nu af al magt de pavelige bestræbelser for at højne kirkens magt og anseelse. Den videre udvikling i denne retning oplevede han dog ikke, idet døden bortrev ham i 1056.

#### Henrik 4.
Da hans søn og efterfølger, Henrik 4., dengang kun var tre år gammel og derfor blev sat under formynderskab af sin moder, var tiden kommen for de tyske fyrster til at tage sig betalt for den ilde medfart, der var bleven dem til del fra Henrik 3.s side, og de tøvede da heller ikke med at rejse sig mod formynderregeringen og tilrive sig store fordele på kongemagtens bekostning. Da Henrik 4., befriet for sine forhadte formyndere ved ærkebiskop Adelbert af Bremens hjælp, selv greb tøjlerne, forværredes forholdene endnu mere, idet han i voldsom forbitrelse over fyrsternes fremfærd i hans mindreårighed begyndte en hævnkrig mod dem. Vel måtte de give tabt efter, at de havde lidt et stort nederlag ved Hohenburg i 1075, men om forlig var der ikke tale, og kun ved de hårdeste tvangsmidler, navnlig i Sachsen, kunne Henrik hindre oprøret i at bryde løs på ny. Ikke desto mindre indlod han sig netop på dette tidspunkt i en ny kamp, idet han optog den handske, der tilkastedes ham af pave Gregor 7., repræsentanten for den reformbevægelse, Henriks fader selv havde støttet. Gregor, der allerede som kardinal havde fået pavevalget gjort uafhængigt af kejserlig indflydelse og senere som pave ved cølibatsloven havde, som han mente, fjernet gejstligheden fra alle jordiske interesser, ville nu ved loven om Simoni fastslå kirkens eneret til besættelse af gejstlige embeder, og da Henrik 4. ikke tog noget hensyn hertil, stævnede paven ham til at give møde for en kirkeforsamling. Forbitret herover og over Gregors indblanding til fordel for nogle fængslede sachsiske biskopper, lod Henrik paven afsætte på en synode i Worms i januar 1076, hvad Gregor besvarede med en bandbulle. Heraf tog de tyske fyrster straks anledning til på ny at rejse sig mod deres overherre, der nu, forladt af alle, nødtes til på en rigsdag i Tribur i oktober 1076 at indgå på et ydmygende forlig, men da afgørelsen af spørgsmålet om afsættelse af den bandlyste konge udsattes til en i februar 1077 sammenkaldt rigsdag i Augsburg, besluttede Henrik at komme fyrsterne i forkøbet ved forinden den tid at formå paven til at ophæve bandlysningen, og han foretog da sin tunge bodsgang til Canossa, der i januar 1077 endte med, at han ved fuldstændig underkastelse under Gregors vilje fik sit ønske opfyldt.
De skuffede tyske fyrster valgte ikke desto mindre en modkonge, Rudolf af Schwaben, men det lykkedes dog Henrik, efter at Rudolf var død af sine i slaget ved Zeitz modtagne sår i 1080, at gøre sig til herre over oprøret, hvorpå han atter drog over Alperne, denne gang i spidsen for en hær, og bemægtigede sig Rom, mens Gregor flygtede til normannerne i Syditalien, hvor han døde i Salerno i 1085. I 1084 lod Henrik sig af en »modpave«, Clemens 3., tildele kejserkronen. De følgende paver fortsatte kampen, og da de tyske fyrster atter rejste sig under ledelse af Henriks egne sønner, var den på ny bandlyste kejsers modstandsevne brudt, og han måtte søge tilflugt i Liège, hvor han døde i 1106 efter at have nedlagt kejserkronen i 1105.

#### Henrik 5.
Hans søn og efterfølger, Henrik 5., genoptog, skønt han hidtil havde fundet støtte hos gejstligheden, sin faders kirkepolitik, men efter nogle års stridigheder med paven og efter udbruddet af åben krig mellem Henrik og hans tidligere venner, de tyske fyrster, der tilføjede ham et nederlag ved Welfsholtz i 1115, gik Henrik, træt af kampen, endelig ind på det tilbudte forlig, og sluttede med pave Calixtus 2. konkordatet i Worms i 1122, der afgjorde den langvarige investiturstrid til kirkens fordel. Tre år efter døde Henrik 5. (i 1125) som den sidste mand af det frankiske kejserhus, der i væsentlig grad havde forringet kronens magt ved anerkendelse af lenenes arvelighed og kirkens eneret til besættelse af gejstlige embeder.

### Det hohenstaufiske Kejserhus
De to hohenstaufiske brødre, hertugerne Frederik af Schwaben og Konrad af Franken, Henrik 5.s søstersønner, var nærmest berettigede til at komme i betragtning ved valget af Henriks efterfølger, men deres store magt og rigdom skræmte fyrsterne, og kronen tilfaldt derfor ikke nogen af dem, men Lothar af Supplingenburg, hertug af Sachsen, der havde været en heftig modstander af Henrik 5. Lothar 2. kom straks i strid med de hohenstaufiske brødre, da han forlangte, at de skulle tilbagegive alle efter Henrik 5. arvede allodialgodser, hvad brødrene nægtede, og for at kunne optage kampen med dem søgte han en støtte hos hertug Henrik den Stolte af Bayern, hvem han gav sin datter Gertrud til ægte, hvorved det welfiske hus, hvis overhoved hertugen var, fik udsigt til at arve Lothars udstrakte allodialbesiddelser i Nordtyskland (Braunschweig-Lüneburg). Hohenstauferne måtte efter en flerårig modstand give tabt og gik ind på et forlig, hvorved de beholdt de omstridte godser, dog ikke som allodier, men som rigslen. Da Lothar ingen sønner havde, overgav han på sit dødsleje i 1138 rigsklenodierne til sin svigersøn, Henrik af Bayern, hvem han også forlenede med Sachsen, men denne store magtudvidelse bevirkede, at fyrsterne ikke valgte ham, men hertug Konrad af Franken til konge.

#### Konrad af Franken
Konrad 3., den første Hohenstaufer på Tysklands trone, forlangte af Henrik den Stolte, at han skulle tilbagegive Sachsen, og da hertugen nægtede at adlyde, fratog han ham både Bayern og Sachsen og erklærede ham i rigens akt, men Henrik satte hårdt imod hårdt, og følgen heraf blev, at det kom til åbenlys kamp mellem Henriks tilhængere, welferne, og Konrads, waiblingerne, der efter Henriks død i 1139 fik overtaget og nødte welferne til at indgå et forlig i Frankfurt i 1142, der bestemte, at Henrik den Stoltes søn, Henrik Løve, skulle have Bayern (fra hvilket dog markgrevskabet Østrig udskiltes som et selvstændigt hertugdømme) tilbage samt allodierne i Nordtyskland, men give afkald på Sachsen. Således var freden genoprettet i Tyskland, mens der herskede en sådan uro og forvirring i Italien, at Konrad foretrak at opgive kejserkroningen frem for at blande sig i forholdene dernede. Han deltog i det 2. korstog 1147—1149, som fik et højst ulykkeligt udfald, idet den tyske hær gik næsten helt til grunde i Lilleasien, og efter et forgæves forsøg på at erobre Syrien vendte Konrad 1148 tilbage til Tyskland, hvor han døde 1152. Da hans søn var mindreårig, anbefalede han, før han døde, fyrsterne at vælge hans brodersøn, hertug Frederik af Schwaben, til hans efterfølger, og da fyrsterne fulgte rådet, besteg hertugen den tyske trone som Frederik 1. (Frederik Barbarossa).

#### Frederik Barbarossa
Frederik 1. følte sig mindre som tysk konge end som romersk kejser, idet han betragtede det som sin ret og pligt først og fremmest at skaffe kejserkronens bærer anerkendelse som kristenhedens overhoved, som øverste dommer i folkenes og fyrsternes stridigheder. I hans regeringstid kom tysk middelalderlig kultur til at udfolde sig stærkt. Den gennem rostjenesten opståede adel blev nu et glimrende ridderskab, der ikke alene forstod at bruge sværdet, men var i besiddelse af tidens fineste dannelse og gennem Minnesangen har sat sit stempel på en ejendommelig side af tysk middelalderlig poesi. De rigt udstyrede gejstlige stiftelser og klostre blev brændpunkter for tidens videnskabelige stræben, den tyske kunst satte sig herlige mindesmærker i de prægtige kirkebygninger, hvortil grundstenene nu lagdes overalt i riget, og næringslivet var i frodig fremgang med støttepunkter i de opblomstrende byer, hvor en kraftig borgerstand snart vidste at skaffe sig politisk betydning ved siden af adel og gejstlighed. Der sporedes en tydelig stigning i den almindelige velstand, fremmet ved den fred og gode orden, Frederik 1. tilvejebragte alle vegne i de tyske lande, og for hvis skyld han endog tilbagegav Henrik Løve Sachsen (dog blev Sachsens område formindsket ved, at Mark Brandenburg blev udskilt derfra som et selvstændigt len af kronen). At freden heller ikke udefra blev brudt, søgte han at opnå ved at bringe nabofolkene ind under Tysklands magtsfære: således tvang han ved et hærtog ind i Polen dettes fyrster til at hylde ham som lensherre og knyttede for bestandig Böhmen til riget ved at give den böhmiske hertug kongetitel, mod at han gik ind på at blive tysk rigsfyrste. Venderne i Holsten og Mecklenburg blev underlagt riget, idet Henrik Løve gjorde ende på den slaviske befolknings hårdnakkede modstand mod de indvandrede tyskere, der nu hurtig gjorde de vendiske havnebyer til betydelige handelspladser og fremmede de gamle venderlandes germanisering med stor kraft. Også Danmark blev bragt i lensforhold til riget, idet Frederik 1. blandede sig i striden mellem Knud Magnussøn og Svend Erikssøn, hvilken sidste han understøttede, mod at Svend erkendte ham som sin lensherre, hvad Valdemar den Store også fandt sig foranlediget til at gøre. I det burgundiske rige hævdede han eftertrykkelig kronens myndighed, og på samme måde optrådte han i Italien, men stødte her på en ham jævnbyrdig modstander, pave Alexander 3., der frygtede for, at kirken skulle blive aldeles afhængig af kejseren, hvis hans herredømme syd for Alperne fik reel betydning. Derfor understøttede han de lombardiske byer i deres oprør mod kejseren, der ville tvinge de rige og mægtige kommuner til at tage imod de af ham udnævnte embedsmænd, mens byerne krævede fuldt kommunalt selvstyre. Ved pavens hjælp rejste det lombardiske byforbund sig atter og atter til kamp, skønt den ene efter den anden af byerne blev lagt øde af kejseren, og da denne for femte gang drog over Alperne for at rette et hovedslag mod lombarderne, blev han med sin ved Henrik Løves frafald (hertugen havde brudt sin lenspligt ved at nægte at yde hærfølge) svækkede hær slået ved Legnano i 1176 og måtte det følgende år ydmygt gøre afbigt for paven, der optrådte som fredsmægler mellem byerne og Frederik 1., der ved freden i Konstanz 1183 blev anerkendt som overherre af de lombardiske kommuner, der skulle betale skat, men beholdt selvstyre. Tre år før havde kejseren taget hævn over Henrik Løve, der måtte bede om nåde og kun fik lov at beholde sine allodier (Braunschweig-Lüneburg), mens han mistede Bayern, der blev givet til et medlem af Huset Wittelsbach, og Sachsen, der for fremtiden kun kom til at bestå af Elb-landene, mens Westfalen blev givet til Ærkestiftet Köln, og der tildeltes de gejstlige len og de største byer i Mellemsachsen rigsumiddelbarhed. Henrik Løves fald styrkede i høj grad kronens anseelse, så at Frederiks nederlag i Italien og hans uheld over for Danmark, der under Knud 6. løsrev sig fra lensforholdet til Tyskland, ikke svækkede hans stilling i selve riget, hvad der viste sig under den glimrende rigsdag i Mainz 1184, hvor han hyldedes med ærefrygt og begejstring af fyrster og folk. Han søgte at skabe et nyt grundlag for sin italienske politik ved at lade sin søn Henrik, der var valgt til hans efterfølger, ægte arvingen til Neapels krone i 1186. Men da efterretningen om Jerusalems fald i 1187 nåede Europa, anså den gamle kejser det for sin pligt som kristenhedens overhoved at stille sig i spidsen for et korstog, for at rive den hellige by ud af muhammedanernes hænder; hans død i Lilleasien 1190 beseglede også dette korstogs skæbne.

#### Henrik 6.
Henrik 6. optog, så snart han havde fået fast fod i Neapel, sin faders storpolitiske planer, og for at skaffe sig og sin slægt en sikker magtstilling i Tyskland foreslog han de tyske fyrster at gøre den tyske krone arvelig i hans familie, mod at han til gengæld erklærede deres len for arvelige også på spindesiden. Men fyrsterne vægrede sig ved at gå ind på hans plan, hvis virkeliggørelse hans pludselige død i 1197 hindrede ham i at arbejde videre på.

#### Otto 4.
Da hans søn ved faderens død kun var tre år gammel, fik det welfiske parti atter mod og valgte, ved gejstlighedens understøttelse, Henrik Løves søn, Otto af Braunschweig-Lüneburg til Henrik 6.s efterfølger, men Otto 4. fik straks en modkonge i Filip af Schwaben, Henrik 6.s broder, der blev valgt af hohenstaufernes tilhængere. Filip fik dog efterhånden overtaget over Otto, men da han 1208 var blevet myrdet af Otto af Wittelsbach, vandt Otto anerkendelse i det meste af riget og blev kronet til kejser af pave Innocens 3., som fik ham til at love, at kronen ville overlade kirken de såkaldte Mathildeske godser (kaldet således efter markgrevinde Mathilde). Da Otto imidlertid ikke holdt ord, sendte paven den senere kejser Frederik 2. – Henrik 6.s attenårige søn – til Tyskland, hvor han ved kirkens hjælp fik de fleste fyrster på sin side, så at han 1215 kunne blive kronet i Aachen, mens den bandlyste Otto trak sig tilbage til sine arvelande, hvor han snart døde (1218).

#### Frederik 2.
For at få fred med den danske konge Valdemar Sejr afstod Frederik 2. alt land nord for Elben til den danske krone og var nu ubestridt herre i hele Tyskland, men mere italiener end tysker følte han sig fremmed i sit tyske rige, og han vendte derfor, efter at han havde fået sin ældste søn Henrik valgt til tronfølger, allerede 1220 tilbage til Italien, hvor han med udmærket dygtighed og med glimrende held arbejdede på at udvikle styrelsen i sit arverige Neapel. Imidlertid gik hans største ærgerrighed ud på at virkeliggøre de samme tanker om kejserdømmets storhed, som hans fader og bedstefader havde kæmpet for. Bandlyst af pave Gregor 9., fordi han havde udsat at opfylde sit løfte om at foretage et korstog, lykkedes det ham dog, efter at han var vendt tilbage fra Jerusalem, hvor han selv havde måttet påsætte sig kongekronen i 1229, og efter at han havde fordrevet de pavelige tropper fra Neapel, ved en personlig sammenkomst med paven at formå denne til at hæve bandlysningen, så at han nu kunne tage fat på at befæste sit herredømme i Italien, der skulle være tyngdepunktet i det af ham planlagte universalmonarki, men han kom herved lige som farfaderen i strid med det lombardiske forbund, som han derfor var i færd med at angribe, da han 1235 blev nødt til at drage til Tyskland, hvor hans ældste søn, Henrik, den udvalgte konge, havde rejst et oprør mod ham. På en rigsdag i Mainz forkyndte han den første almindelige landefred i Tyskland og oprettede samtidig hermed en med kronens dommermyndighed udrustet rigsret, lige som han for at vinde fyrsterne gav dem fuld landsherrelig højhedsret over deres territorier. De tyske fyrster, hvis antal var blevet meget betydeligt forøget efter de gamle folkehertugdømmer Lothringen, Franken, Schwaben og til dels Sachsen og Bayerns opløsning, stod nu over for kronen som en af denne temmelig uafhængig rigsstand, bestående af hertuger, pfalzgrever, landgrever, markgrever, ærkebiskopper, biskopper og fyrstelige abbeder; uden for fyrsterne dannede greverne og herrerne (ridderne) et mægtigt aristokrati, der i den følgende tid også vandt rigsumiddelbarhed, hvad ligeledes blev tilfældet med de større byer. Til gengæld for sin eftergivenhed over for fyrsterne fik Frederik 2. sin søn Konrad valgt til tronfølger og forlod derpå Tyskland, om hvis anliggender han ikke mere bekymrede sig synderlig, for i Italien at genoptage kampen med lombarderne, som han tilføjede et stort nederlag i 1237, men byerne fik stadig understøttelse af paven, der i 1239 lyste kejseren i band, da denne havde gjort sin uægte søn Enzio til konge af Sardinien, hvad der gav anledning til, at den gamle strid mellem pave og kejser blussede op på ny og det med en sådan voldsomhed, at pave Innocens 4. greb til det yderste middel, pavestolen kunne anvende, idet han på en kirkeforsamling i Lyon i 1245 erklærede Frederik 2. for afsat og opfordrede de tyske fyrster til at vælge en ny konge. Det viste sig, hvor svagt båndet var mellem Frederik og tyskerne, idet de fleste fyrster fulgte pavens opfordring og valgte først landgreve Henrik Raspe af Thüringen (1246—1247) og dernæst grev Vilhelm af Holland (1248—1256) til konge, mens Konrad, den udvalgte tronfølger efter Frederik 2., kun beholdt magten i en del af Sydtyskland, som han ved Frederik 2.s død i 1250 forlod for at sætte sig i besiddelse af sit arverige i Italien. Her døde Konrad 4. imidlertid allerede 1254 som den sidste hohenstaufer på Tysklands trone, og med hans søn Konradin, der under et forsøg på at generobre Neapel blev fanget og henrettet på Karl af Anjous befaling i 1268, uddøde den ægte mandlige linje af Huset Hohenstaufen.

### Det store Interregnum (1138—1273)
I Tyskland havde efter Vilhelm af Hollands død i 1256 det hohenstaufiske parti, da Konradin dengang var et barn, valgt den engelske prins Richard af Cornwall til konge, mens de andre fyrster valgte Alfons 10. af Kastilien, men da den første, efter at være kronet i Aachen yderst sjældent kom til Tyskland, mens den sidste, hvis moder var en datter af Filip af Schwaben, aldrig satte sin fod der, var riget i virkeligheden uden regent, og tiden fra 1256 til 1273 kaldes derfor det store interregnum. I disse år måtte enhver værge for sig så godt, han kunne, da der ingen rigsstyrelse fandtes, som kunne skifte lov og ret for alle og opretholde landefreden. Fyrsterne og ridderne, der ofte optrådte som rene røverriddere, kunne ganske uhindret hengive sig til indbyrdes fejder. Til værn mod overlast søgte de svagere imidlertid beskyttelse hos de mægtigere eller sluttede sig sammen for at kunne sætte hårdt mod hårdt, hvad navnlig de befæstede byer (af hvilke ikke få nu tiltvang sig rigsumiddelbarhed) ved dannelsen af kraftige stadforbund ikke havde vanskeligt ved. Selvstændighedsfølelsen og tilliden til egen kraft voksede i den grad, at de mindre organismer i det halvt opløste rigslegeme var i stand til på egen hånd at arbejde videre eller håndhæve det bestående; det var netop i denne tid, at hansestædernes handelsvælde tog fart, lige som de schlesiske fyrster kort før ved egen hjælp tilbageslog mongolernes forsøg på at trænge ind i Tyskland.

### Kronen skifter mellem fyrster af forskellige slægter, indtil den endelig tilfalder Huset Habsburg (1273-1438)
Efter Richard af Cornwalls død fik Tyskland ved kurfyrsternes valg i 1273 endelig atter en konge, grev Rudolf af Habsburg, der tilhørte en gammel og anset slægt men ikke var i besiddelse af noget landområde af betydning. Dette sidste var dog netop en anbefaling i fyrsternes øjne, da de frygtede for, at en konge med stor magtbase ville blive farlig for deres selvstændighed; men da kronens gods for længst var gået tabt, og dens rettigheder for størstedelen overdragne til fyrsterne, måtte de tyske konger for at kunne hævde deres stilling over for disse nødvendigvis støtte sig til en stærk egenmagt. Derfor søgte Rudolf 1. straks at udvide sine snævert begrænsede besiddelser, og han sikrede efter en kamp med Böhmen sin slægt besiddelsen af de ledige rigslen Østrig, Steiermark, Krain og Kärnten. Med stor kraft og dygtighed arbejdede han, der aldrig fik tid til noget romertog, på at genoprette landefreden, hvad også for en del lykkedes. Navnlig gik det ud over røverridderne, af hvilke mange blev straffede med døden, mens deres borge blev nedrevne.
Efter Rudolf af Habsburgs død i 1291 havde kurfyrsterne gjort klogest i for rigets skyld at vælge hans ældste søn Albrecht af Østrig til hans efterfølger, men frygten for hans myndige og energiske personlighed samt hensynet til hans store egenmagt bragte dem til at kaste deres stemmer over på den landfattige greve Adolf af Nassau, der måtte indgå på byrdefulde forpligtelser over for fyrsterne. Da han for at ophjælpe sin svage stilling søgte at udvide sine familiebesiddelser, blev misstemningen mod ham så almindelig, at de rhinske kurfyrster, over for hvem han ikke havde holdt sine løfter, fik sat igennem, at han blev erklæret for afsat, hvorefter Albrecht af Østrig blev sat på tronen i hans sted, og da Adolf satte sig til modværge, blev han overvundet af Albrecht og slået ved Göllheim nær Worms, hvor han fandt døden den 2. juli 1298. Den nye konge optrådte som en myndig herre over for fyrsterne, skønt han havde måttet gøre dem meget betydelige indrømmelser, lige som han med stor strenghed var virksom for landefredens opretholdelse. Han vandt Bonifacius 8. for sig ved at love ikke at ville gøre noget tog til Italien, og denne pavestolens velvillige stemning ville han endog benytte til at opnå en uafhængig stilling over for fyrsterne ved at få kronen gjort arvelig i sin slægt, idet Bonifacius skulle bringes til at ophæve kurfyrsternes valgret ved en pavelig bulle. Men planen blev til intet, da Bonifacius døde i 1303.
Albrecht led, da han ville bemægtige sig Thüringen, et føleligt nederlag her, som han ikke nåede at få genoprettet, inden han blev myrdet af sin brodersøn i nærheden af Habsburg den 1. maj 1308. Ærkebiskop Peter af Mainz, der ikke havde været fremmed for kongemordet, skyndte sig at uskadeliggøre habsburgerne ved at lede kurstemmerne over til greve Henrik af Luxembourg, der også, ved sin broder, ærkebiskop Balduin af Triers hjælp, blev hævet op på den tyske trone. Henrik 7. var heldig nok til snart efter sin kroning at kunne give sin ringe egenmagt en meget betydelig tilvækst, idet han på anmodning af de bøhmiske stænder forlenede sin søn Johan, der var gift med en böhmisk prinsesse, med det ledige rigslen Böhmen, hvad der gav Henrik en stærkere stilling over for de fjendtligtsindede habsburgere. Han drog i 1310 over Alperne ned i Italien, hvor ingen tysk konge havde sat sin fod siden hohenstaufernes dage, og blev modtaget med jubel af ghibellinerne, lige som paven en tid lang var ham venlig sindet, så at han uden vanskelighed blev kronet med jernkronen i 1311 og med kejserkronen i 1312. Senere blev han dog bandlyst, og han nåede i det hele ikke ved sit romertog, som det var hans mål, "at tilbagegive verden freden". Han døde i Italien i 1313.
Kurfyrsterne var ikke enige om hvem, der skulle være hans efterfølger, og striden endte da med, at nogle valgte hertug Frederik af Østrig til konge, mens modpartiet på samme tid (1314) valgte hertug Ludvig af Bayern. Der udbrød nu en flerårig kamp mellem de to konger, der først afsluttedes, da Frederik var blevet Ludvigs fange efter at have lidt et nederlag ved Mühldorf i 1322. Ludvig fik magten i den største del af riget, og efter at han 1325 havde sluttet fred og forlig med Frederik af Østrig, der gav afkald på kejserkronen og Italien og nøjedes med at blive medregent i Tyskland, hvad han vedblev at være til sin død 1330, anså han sin stilling for så betrygget, at han 1327 turde indlade sig på et romertog, der for så vidt fik et heldigt udfald, som han, efter at have afsat pave Johannes 22., af den nye pave, pave Nikolaus 5., blev kronet til kejser og vandt ikke få tilhængere, men folkestemningen vendte sig snart meget stærkt imod ham, og kejseren så sig nødsaget til over hals og hoved at forlade Italien, hvor han ikke havde opnået andet end at styrke italienernes had til fremmedherredømmet, skønt han havde bortgivet kronens rettigheder i udstrakt mål til fyrster og byer. De af Frankrig afhængige paver i Avignon ville hævde pavestolens ret til at have den afgørende stemme ved kongevalg i Tyskland og i stridigheder mellem dets fyrster, hvad der bragte kurfyrsterne til ved den såkaldte kurforening i Rens den 16. juli 1338 at fastslå, at den endelige gyldighed af et tysk kongevalg afgjordes ved kurfyrsternes votering, men ikke ved pavelig stadfæstelse, hvorpå Ludvig 4. på den derpå følgende rigsdag den 8. august samme år erklærede, at den, der blev valgt til tysk konge, med det samme også var romersk kejser således, at kroning ved pavens hånd ikke var nødvendig. Men skønt kejseren her havde handlet i overensstemmelse med fyrsterne, var deres stemning mod ham dog alt andet end venlig sindet på grund af hans ihærdige virksomhed for at udvide sine familiebesiddelser. Han blev til sidst så ilde anskreven hos kurfyrsterne, at det lykkedes Frankrig og paven at bevæge nogle af dem til at erklære Ludvig 4. for afsat i 1346 og vælge Karl af Böhmen, Henrik 7.s sønnesøn, til konge. Ludvig besluttede at bekæmpe modkongen ved våbenmagt, men hindredes deri ved en pludselig død den 11. oktober 1347.

#### Karl af Böhmen
De til det bayerske parti henhørende kurfyrster opstillede greve Günther af Schwarzburg som modkonge mod Karl af Böhmen, men da Günther kort efter sit valg i januar 1349 var bleven syg, fandt han sig foranlediget til at opgive sine fordringer på kronen mod udbetaling af en sum penge, og ved hans straks derefter påfølgende død i juni samme år blev Karl af Böhmen som Karl 4. anerkendt i hele riget. Ved sin udmærkede styrelse af sit arverige har denne fyrste skaffet sig et højt hædret navn i Böhmen, der under ham opnåede en glansperiode, det næppe senere har set magen til, mens han kun bekymrede sig lidet om Tyskland. Det faldt dog i hans lod på rigsdagen i Metz den 28. september 1356 at udstede den såkaldte Gyldne bulle, det første aktstykke i Tysklands historie, der fik karakter af rigsgrundlov, om det end i hovedsagen kun er en lovmæssig stadfæstelse af alt bestående tilstande. Heri bestemtes det, at det tyske kongevalg alene tilkom de syv kurfyrster, ærkebiskopperne af Mainz, Trier og Köln som rigskanslere for henholdsvis Tyskland, Burgund og Italien, pfalzgreven ved Rhinen som rigsdrost, hertugen af Sachsen som rigsmarskal, kongen af Böhmen som rigsmundskænk og markgreven af Brandenburg som rigsskatmester; om pavelig stadfæstelse var der derimod slet ikke tale. Valgretten var knyttet til besiddelsen af kurlandene, der derfor erklæredes for udelelige og arvelige efter førstefødselsretten. Endelig bestemtes det, at kronen skulle indhente kurfyrsternes råd ved ordningen af alle anliggender, der var af betydning for riget. Herved blev tyngdepunktet i rigsstyrelsen flyttet over i kurfyrstekollegiet, hvad der selvfølgelig svækkede kronens i forvejen stærkt begrænsede magt og tillige gav kurfyrsterne forrang for de andre fyrster, som nu stræbte efter at komme op på siden af deres begunstigede standsfæller ved forøgelse af deres privilegier, hvilket også for en del lykkedes dem. Men ved disse to rigsstænders voksende magt følte byerne sig brøstholdne, og da de ikke kunne vente nogen væsentlig støtte hos kronen, søgte de at hjælpe sig selv ved stadsforbund, der snart kom i spændt forhold til fyrster og ridderskab. Den herved opståede forstyrrelse af den indre fred i riget gjorde Karl 4. intet for at afværge; hvor lidt han i virkeligheden brød sig om Tysklands interesser, viste han ved i 1377 at overdrage den franske Dauphin rigsvikariatet over Burgund, hvorved dette riges forbindelse med Tyskland næsten helt opløstes. Derimod sørgede han med dygtighed for udvidelsen af sine familiebesiddelser, idet han tilkøbte sig Brandenburg og erhvervede hele Lausitz samt skaffede Böhmen lenshøjhed over samtlige schlesiske fyrstendømmer således, at Huset Luxembourg ved hans død i 1378 var i besiddelse af en stor samlet landmasse i det østlige Tyskland.

#### Konger på rad
Hans søn og efterfølger, Wenzel (Wenzeslaus) havde endnu mindre at sige i Tyskland, hvor han snart opgav alle forsøg på at mægle mellem byerne og fyrsterne i Schwaben og Rhin-egnene, hvor fyrsterne i en langvarig fejde besejrede byerne, hvorpå Wenzel, mod sit ønske, på rigsdagen 1389 forbød oprettelsen af nye stadsforbund efter, at de gamle var opløste. Men skønt han her havde føjet sig efter de overmægtige fyrster, blev forholdet til dem dog ikke bedre, og pave Bonifacius 9., med hvem Wenzel var kommet i strid angående spørgsmålet om en kirkeforbedring, havde ikke vanskelighed ved at bevæge de fire rhinske kurfyrster til at erklære kejseren for afsat i 1400, idet de som påskud hertil erklærede, at Wenzel havde givet rigets interesser til pris ved at sælge hertugtitlen og rigsvikariatet over Italien til Johan Gallazzo Visconti af Milano.
Trods Wenzels protest valgtes Ruprecht af Pfalz i hans sted, under hvem kronens autoritet blev omtrent ophævet i Mellemtyskland ved dannelsen af fyrsteforbundet i Marbach i 1405 og længere nord på var ganske forsvunden. Ved hans død i 1410 valgte et parti blandt kurfyrsterne markgreve Jobst af Mähren, et andet Wenzels broder Siegmund (Sigismund) til konge, og da Wenzel fornyede sin tidligere afgivne protest, var der således 3 konger på een gang, men da Jobst allerede døde i januar 1411, 3 måneder efter sit valg, og Wenzel opgav sine fordringer på kronen mod at beholde titel af romersk konge (han døde først 1419), blev Siegmund fra alle sider anerkendt som kejser. Denne tog straks med iver fat på gennemførelsen af de påtrængende nødvendige reformer i stat og kirke. Først og fremmest ville han som kristenhedens overhoved gøre ende på det store skisma, under hvilket 3 paver gensidig forkætrede hinanden, og han fik pave Johannes 23. til at sammenkalde en almindelig kirkeforsamling, hvad pavestolen hidtil, af frygt for konsekvenserne, havde søgt at undgå. På det store koncilium i Konstanz 1414—1418, hvor der var mødt repræsentanter ikke alene for gejstligheden, men også for de tyske fyrster og de fleste udenlandske stater, blev man under Siegmunds dygtige ledelse hurtigt enige om at afsætte de tre stridende paver og om grundlinjerne i det kirkelige reformarbejde. Den nyvalgte pave, Martin 5., skyndte sig imidlertid at opløse koncilet for ikke at blive nødt til at forhandle med det som en overordnet eller i hvert fald sideordnet autoritet. Hermed var også for Tysklands vedkommende kirkeforbedringen skudt ud i en uvis fremtid, da Siegmund nu lod den sag falde, han før så ivrigt havde virket for, og det samme blev også tilfældet med planerne til ændringer i rigsforfatningen; ganske særligt trængte det forældede hærvæsen til en grundig omdannelse, og at dette ikke skete, fik netop nu højst skæbnesvangre følger, idet husitterne, da Siegmund som arving efter sin broder Wenzel ville sætte sig i besiddelse af Böhmen, rejste sig mod ham. Gang på gang slog de de tyske rigshære, og i en række år fyldte de de til Böhmen grænsende landskaber med mord og brand. Den ødelæggende krig døde først hen efter, at der ved de såkaldte Prag-kompaktater i 1433 var indrømmet det mådeholdne parti blandt husitterne brugen af kalken i nadveren, hvorpå Siegmund endelig 1436 anerkendtes som Böhmens konge. Året efter døde han, og med ham ophørte Huset Luxembourg at beklæde Tysklands trone, lige som dets familierige nu gik over i fremmede hænder.

### Fra Huset Habsburgs generhvervelse af den tyske krone til Trediveårskrigens slutning (1438—1648)
Efter Siegmunds død gik kronen 1438 ved kurfyrsternes valg over til hans svigersøn, Albrecht 2., ærkehertug af Østrig, konge af Böhmen og Ungarn, men han døde allerede 1439, og i hans sted valgtes da i 1440 hans fætter, hertug af Steiermark, Frederik 3., som kun havde øje for sine egne eller sin families interesser, men altid lod riget i stikken. På koncilet i Basel (1431—1448) var der atter tale om en kirkeforbedring, men de langvarige forhandlinger løb ud i sandet, idet kejseren for at opnå kejserkroning og andre fordele, sluttede sig til paven i 1445, som derved fik magt over koncilet, der opløstes 1448, hvorpå Frederik 3. på rigets vegne samme år afsluttede et konkordat med pavestolen, ved hvilket denne på det nærmeste fik alle sine fordringer opfyldte. Heller ikke om ændringer i rigsforfatningen blev der tale eller om at gennemføre landefreden, der krænkedes ved blodige fejder rundt om i riget.
Den ungarske konge Matthias Corvinus, der var blevet behandlet ubilligt af Frederik 3., fordrev ham fra hans arvelande, som Matthias derpå holdt besat til sin død i 1490. For at tvinge det schweiziske edsforbund til underkastelse kaldte kejseren Frankrig til hjælp, men opnåede kun, at de franske lejetropper efter at være blevne slagne af schweizerne ved Skt. Jakob an der Birs i 1444 hjemsøgte Elsass med frygtelige ødelæggelser, og af hensyn til sine familieinteresser havde han intet imod at fjerne de vestlige grænseprovinser fra riget ved at understøtte Karl den Dristiges planer om at samle dem til eet rige og love ham kongekronen, en forpligtelse, han dog, da det kom til stykket, unddrog sig ved flugt. Imidlertid blev det Frederik 3., der i sin iver for at udvide sin families besiddelser lagde grunden til Huset Habsburgs stormagtsstilling ved at bringe et ægteskab i stand mellem sin søn Maximilian og Karl den Dristiges datter og arving, Maria af Burgund, lige som han 1491 skaffede sin slægt udsigt til at vinde Böhmens krone.
Hans søn, Maximilian 1., blev 1493 sin faders efterfølger (til kejser blev han aldrig kronet og var den første tyske konge, der antog kejsertitlen uden denne ceremoni, hvad der efter Karl 5.s tid blev det almindelige). Han ville igen gøre kejserdømmet til en politisk faktor af betydning, men da han manglede magtmidler dertil, kunne han ikke undvære rigets hjælp, og for at opnå denne var han til gengæld villig til at gå ind på stændernes fordring på gennemførelsen af de så længe attråede, men stadig udsatte reformer i rigsforfatningen. Dette skete på rigsdagen i Worms 1495. Her proklameredes først den evige og almindelige landefred: den gjaldt for hele riget og til enhver tid, hvorfor fejderetten ophævedes og brud på landefreden straffedes med Achterklæring. Alle fremtidige stridigheder mellem rigsstænderne henvistes til den nyoprettede rigskammerret, hvortil de fornødne midler skaffedes til veje ved en almindelig skat. Den årligt sammentrædende rigsdag skulle våge over landefreden og gennemførelsen af rigskammerrettens domme samt rådslå om rigets tarv i det hele. Antallet af rigsstænder, der deltes i tre klasser: kurfyrsterne, de andre fyrster og byerne, som dog ikke havde fuld stemmeret (ridderskaberne havde slet ingen repræsentation på rigsdagen), var omtrent 250, men da flere af de mindre byer havde fælles repræsentanter, var rigsdagens medlemstal omkring 100. Da rigsdagen imidlertid var alt for tungt arbejdende til at kunne varetage de administrative hverv, der var den overdragne, nedsattes der for at råde bod herpå et stående udvalg, det såkaldte rigsregimente i 1501, der bestod af tyve medlemmer, og riget deltes til bedre sikring af landefreden i 6, senere i 10 kredse, hver under et kredsdirektorium; Böhmen og dets lydlande holdtes dog uden for kredsdelingen, og edsforbundet nægtede at anerkende rigskammerretten for sit vedkommende, ligesom det af den grund heller ikke ville udrede den vedtagne rigsskat.
Maximilians forsøg på med magt at tvinge edsforbundet til at opgive sin rigsfjendtlige holdning mislykkedes ganske, og ved Freden i Basel i 1497 måtte riget opgive sine fordringer over for Schweiz, der fra nu af faktisk var løst fra sit undersåtlige forhold til den tyske krone. Lige så uheldigt blev det endelige resultat af hans anstrengelser for at drive franskmændene ud af Italien, hvor han desuden mødte en så afgjort modstand hos paven og venetianerne, at han til sidst måtte opgive alt håb om atter at bringe den kejserlige autoritet til gyldighed syd for Alperne. Mismodig over sit stadige uheld skød han skylden derfor over på de tyske stænder, der efter hans mening havde ydet ham utilstrækkelig understøttelse, og følgen af hans uvillige stemning blev da, at han stillede sig køligt over for gennemførelsen af rigsreformerne. Således sygnede rigsregimentet hen, fejdeuvæsenet begyndte igen (Maximilian deltog endog selv i en fejde), og rigskammerretten fik en farlig medbejler i den nyoprettede hofret i Wien. Maximilian havde inden sin død i 1519 den glæde at se sin ældste sønnesøn Karl, der efter sin fader, Filip den Smukke, havde arvet Nederlandene, blive herre over det vældige spanske monarki efter sin morfader, Ferdinand den Katolskes død i 1516, mens den anden sønnesøn, Ferdinand, ved sit ægteskab med en søster til kongen af Ungarn og Böhmen, Ludvig 2., kunne vente, at disse riger ville tilfalde ham, hvad også skete 1526. Denne uhyre forøgelse af den habsburgske magt kom imidlertid ikke det tyske rige til gode, da størstedelen af habsburgernes territorier og dermed deres politiske interesser lå uden for dette, hvad der oven i købet havde til følge, at også deres indenrigske besiddelser efterhånden droges bort fra Tyskland.
Efter Maximilian 1.s død tilbød kurfyrsterne deres kollega, Frederik den Vise af Sachsen, kronen, men da han afslog tilbuddet, havde kurkollegiet valget mellem to tronkandidater, den ovenfor nævnte Karl af Østrig og den franske konge Frans 1., og da den første af dem blev foretrukket, føjede han altså 1520 kejsertitlen til sine øvrige værdigheder. Karl 5.s vældige magt kastede ganske vist glans over kejserkronen, men Tyskland høstede ikke gavn deraf, da kejseren, født og opdraget i Nederlandene, altid, skønt han var af tysk afstamning, vedblev at føle sig som udlænding mellem tyskerne. Hans mål var dannelsen af et universalrige, hvori alle hans besiddelser og samtlige tyske lande skulle gå op i en højere enhed, men dette måtte Tyskland naturligvis bøde for, da riget netop da trængte til en hersker, som ved en national tysk politik kunne lede det uskadt gennem en omvæltningsperiode som den daværende. På det religiøse område fremkaldte Luthers optræden et gennembrud, der ved den katolske kirkes uforsonlige holdning endte i en kirkespaltning og til sidst bragte de to parter til at gribe til våben mod hinanden. I politisk henseende kom ufreden fra ridderskabets og byernes fjendtlige stilling over for fyrsterne. Rigsridderne, der følte deres eksistens som militær stand truet ved den stigende anvendelse af landsknægtene som lejetropper og var udelukkede fra repræsentation på rigsdagen, troede nu tiden inde til med våben i hånd at forsvare deres interesser, hvad fx Franz v. Sickingen gjorde, men slige forsøg førte ikke til noget, lige så lidt som byerne kunne tænke på at sætte deres fordringer igennem med magt, især da flere af dem led under indre uroligheder, idet de fra magistraturen udelukkede lavere borgerklasser rejste sig til kamp for politisk ligeberettigelse med den regerende klasse, patricierne. Endelig vidnede de på ny opblussende bondekrige om, at den religiøse frihedstrang var smeltet sammen med en stræben efter social frigørelse hos den lavest stillede befolkning, der allerførst krævede borgerlig ligeberettigelse, men på sine steder tillige hengav sig til kommunistiske sværmerier, der til sidst bragte død og ødelæggelse over tusinder af almuefolk.

#### Reformationsstriden
At det var de religiøse stridigheder, der kunne blive faretruende for hans politiske planer, blev Karl 5. hurtig klar over, og straks efter sin tronbestigelse skred han da ind mod den lutherske reformation, hvis rækkevidde han ikke havde begreb om; først senere indså han, at der nødvendigvis måtte gøres protestanterne indrømmelser, forudsat, at den kirkelige enhed kunne bevares, men hans forsøg i denne retning strandede på modstand både fra protestanternes og katolikkernes side. At han ganske stod på den gamle kirkes grund, viste han ved på rigsdagen i Worms i 1521 at erklære Luther i rigens akt, men lutheranerne led dog ikke nogen overlast de følgende år, idet kejseren var fuldt optaget af krigene mod Frants 1. (de fire krige mellem Frants og Karl, der endte med det resultat, at kejseren beholdt Milano, Frankrig Burgund), og de evangeliske stænder kunne på rigsdagen i Speier i 1526 hævde deres ret til at tillade fri udbredelse af den nye lære. Men da den katolske majoritet på den anden rigsdag i Speier i 1529 vedtog, at lutheranerne indtil videre skulle afholde sig fra al virksomhed i denne retning, sammenkaldte Karl 5., der efter freden i Cambrai i 1529 med Frankrig havde frie hænder, en rigsdag i Augsburg i 1530, hvor han befalede lutheranerne eller, som de nu efter deres mod rigsdagsbeslutningen i Speier det foregående år indgivne protest kaldtes, protestanterne at vende tilbage til den gamle kirke, og da de erklærede, at deres samvittighed forbød dem dette, forlangte han en trosbekendelse fremlagt; men den af Melanchthon 25. juli afgivne augsburgske konfession blev forkastet af kejseren, som heller ikke ville modtage den af Melanchthon forfattede apologi, og rigsdagen endte med en fornyet befaling til protestanterne om at opgive deres lære og kultus, idet der tilføjedes, at hvis dette ikke var sket inden 15. april 1531, ville der blive anvendt magt mod dem. Følgen heraf var, at de protestantiske stænder sluttede sig sammen i Forbundet i Schmalkalden i 1531 for med våben i hånd at forsvare deres tro. Men så vidt lod Karl 5. det ikke komme, idet politiske hensyn (forholdet til Frankrig og ønsket om at få sin broder Ferdinand valgt til romersk konge, det vil sige tronfølger og stedfortræder for kejseren) samt egen følelse til en vis grad for det berettigede i kirkelige reformkrav bragte ham til at skifte standpunkt i de religiøse spørgsmål, så at han viste sig imødekommende mod protestanterne, der ved religionsfreden i Nürnberg i 1532 fik fuldkommen fri religionsøvelse, indtil et almindeligt tysk koncilium havde truffet endelig bestemmelse om ordningen af kirkeforholdene i Tyskland.
I de følgende 12 år kunne den evangeliske lære nu udbrede sig i Nord- og delvis også i Sydtyskland, men efter at Karl 5. ved freden i Crespy i 1544 havde endt den fjerde krig med Frankrig, fik han paven til at gå ind på at åbne et almindeligt kirkemøde i Trento (Trident) i det sydlige Tirol, altså på rigets grund, hvorpå han befalede de evangeliske stænder at sende repræsentanter derhen, men disse nægtede at adlyde, da der var lovet dem et nationalt koncilium, mens de i Trident ville have en født majoritet med sig. Som svar herpå trak kejseren nu tropper sammen, hvorfor også Det schmalkaldiske Forbunds hær rykkede i marken; men mens denne under anførsel af kurfyrste Johan Frederik af Sachsen tog opstilling ved Donau, faldt hertug Moritz af Sachsen, der havde forladt sine trosfæller og var gået over til kejseren, pludselig ind i Kursachsen, hvad der tvang Johan Frederik til skyndsomst at bryde op mod nord, så at Karl 5. nu fik frie hænder til at drage forstærkninger til sig, hvorpå han ved Mühlberg den 24. april 1547 tilføjede Johan Frederik et afgjort nederlag og tog ham selv til fange. Hermed var Det schmalkaldiske Forbund opløst, og Karl var herre i Tyskland, så at han 1548 kunne udstede det såkaldte Augsburger-interim, en af kejseren på egen hånd truffet midlertidig ordning af kirkeforholdene i Tyskland; her indrømmedes der protestanterne præsteægteskab og nadveren under begge skikkelser, lige som nogle punkter af deres troslære billigedes, mens i øvrigt den gamle kirkes kultus, lære og styrelsesformer skulle gælde overalt. De katolske stænder forkastede Karls interim, hvad de protestantiske på få undtagelser nær ikke vovede, men befolkningen mødte det med en uovervindelig passiv modstand, og ingensteds blev det gennemført med magt. Det varede heller ikke længe, inden protestanternes uvilje mod Karl fandt genklang hos flere katolske stænder, thi i følelsen af sin magt traf han nu foranstaltninger, der tydelig lod skimte, at hans mål var enevælden, og da han endelig på rigsdagen 1551 ved at få sin broder Ferdinand til at opgive sin ret til kejserkronen og ved at forlange sin søn Filip valgt til sin efterfølger afdækkede sin plan om ved en nøje forbindelse mellem det tysk-romerske rige og det spanske monarki at lægge grund til et habsburgsk universalrige, blev skrækken herfor så stor hos fyrsterne, der indså, at Tysklands frihed ved gennemførelsen af en sådan plan ville gå tabt, at det lykkedes Moritz af Sachsen trods sit tidligere forræderi at samle sine modløse trosfæller om sig, da han, efter hemmeligt at have sluttet forbund med Frankrig, i foråret 1551 rejste oprørsfanen mod den intet anende kejser, der hovedkulds måtte flygte fra Innsbruck, syg og hjælpeløs som han var. Der var intet andet for ham at gøre end at lade sin broder Ferdinand underhandle med Moritz, hvilket den 29. juli 1552 førte til forliget i Passau, der 25. september 1555 stadfæstedes ved en endelig fred i Augsburg, hvorved de protestantiske stænder, men ikke de reformerte (for at undgå sektdannelser hed det sig), fik fri religionsøvelse og lige ret med de katolske; enhver rigsstand skulle for fremtiden have jus reformandi (ret til efter at være gået over til den evangeliske kirke at indføre reformationen i sit territorium); dog bestemtes ved det såkaldte »gejstlige forbehold« (reservatum ecclesiasticum), at gejstlige stænder ikke skulle have jus reformandi, men at de, hvis de forlod romerkirken, skulle tilbagegive deres stifter til denne. Med Frankrig endte krigen 1556, idet den franske krone, trods, alle anstrengelser fra Karl 5.s side, erhvervede stifterne Metz, Toul og Verdun.
Freden i Augsburg blev vel ikke en fuldstændig og endelig afgørelse af religionsstriden, dertil indeholdt »det gejstlige forbehold« og bestemmelsen om de reformertes udelukkelse alt for meget brændstof, men der var dog opnået så meget, at den evangeliske kirke var blevet anerkendt som et selvstændigt, retlig bestående trossamfund, der kunne ordne sine anliggender, som det selv ville, mens Karl 5. nu måtte opgive enhver tanke om genoprettelse af kirkeenheden. Men heraf fulgte tillige, at hans plan om dannelsen af et mægtigt habsburgsk universalrige måtte betragtes som umuliggjort, og erkendelsen heraf bragte ham, nedbrudt af sygdom og mismod over sine uheld (heller ikke tyrkerne havde han kunnet besejre, de var vel blevne drevne tilbage fra Wien 1529, men holdt stadig det meste af Ungarn besat, lige som deres sørøverier vedblivende gjorde Middelhavet usikkert trcds Karls tog mod Tunis og Algeriet), til 1556 at nedlægge regeringen og trække sig tilbage til Spanien, hvor han døde i 1558.
Hans broder Ferdinand, konge af Böhmen og Ungarn, der alt tidligere havde overtaget styrelsen af de østrigske arvelande, blev som Ferdinand 1. hans efterfølger på kejsertronen. Han sørgede for, at bestemmelserne i Augsburger-forliget blev overholdte, mens pavestolen hårdnakket afslog i nogen som helst retning at imødekomme protestanterne, der ved slutningen af Tridentinerkoncilet blev lyst i band i 1563. Ved Ferdinand 1.s død i 1564 blev hans søn Maximilian 2. hans efterfølger som kejser og viste sig lige som faderen liberal over for protestanterne (på sit dødsleje forlod han katholicismen).

#### Modreformationen
Under hans søn, Rudolf 2., der blev sin faders efterfølger 1576, kom derimod den katolske reaktion til magten. Den rejsning og rensning inden for den katolske kirke, der fremkaldtes ved dens kamp for livet mod protestantismen, og som sædvanlig går under navnet af den katolske modreformation, viste nu også sin virkning i Tyskland, hvor både regeringen og de katolske stænder, under påvirkning af jesuitterne, begyndte at gå angrebsvis til værks over for de evangeliske trossamfund. Ikke alene blev »det gejstlige forbehold« med stor kraft og konsekvens gjort gældende overalt, hvor det var muligt (således blev ærkebiskoppen af Köln Gerhard Truchsesz von Waldburg 1583 udjaget af sit stift, da han ville indføre reformationen der), og de reformerte forfulgte og undertrykte, men også lutheranerne blev mange steder så ilde behandlet, at de evangeliske stænder indså, at den tid ikke var fjern, da de igen måtte gribe til våben for trosfrihedens skyld. Nogle evangeliske stænder, mest reformerte, sluttede sig 1608 sammen i en evangelisk union, mod hvilken de katolske stænder 1609 dannede Den katolske Liga, og krigens udbrud hindredes kun ved Henrik 4. af Frankrigs død i 1610, men senere brød krigen ud i Böhmen. Rudolf 2. havde under strid med sin familie søgt støtte hos de bøhmiske protestanter, hvem han ved det såkaldte "majestætsbrev" af 1609 havde givet fri religionsøvelse. Men broderen Matthias, der 1611 blev herre i Böhmen, efter Rudolf 2.s død også blev hans efterfølger som kejser i 1612, formåede hverken i Tyskland eller i de habsburgske lande at tilvejebringe en forståelse mellem religionspartierne, mellem hvilke spændingen stadig tiltog, og da der ikke blev taget tilstrækkeligt hensyn til de bøhmiske protestanters klager over krænkelser af "majestætsbrevet", blev ophidselsen herover så stærk, at nogle af deres førere den 23. maj 1618 på slottet i Prag lagde hånd på kejserens rådsherrer, en voldsdåd, der i sine følger blev udgangspunktet for Trediveårskrigen.

#### Trediveårskrigen
Böhmen rejste sig nu til åbent oprør mod kejseren, og da Østrig fulgte eksemplet, blev situationen, efter at Matthias var død i 1619, kritisk for hans fætter og arving til de habsburgske besiddelser, Ferdinand af Steiermark. Efter at have skaffet sig flertal i kurfyrstekollegiet for sit valg til kejser som Ferdinand 2., sikrede han sig imidlertid understøttelse hos Den katolske Liga, hvis tropper under anførsel af Maximilian af Bayern og Tilly rykkede ind i Østrig og Böhmen, hvor Slaget ved Det Hvide Bjerg den 9. november 1620 gjorde ende på Frederik af Pfalz’ kortvarige kongeværdighed.
Böhmen blev nu hjemsøgt af frygtelige straffedomme. Frederik af Pfalz erklæredes i rigens akt, og hans land tillige med kurstemmen overgaves til Maximilian af Bayern. I den frankiske lige som i den schwabiske og overrhinske kreds blev alt forhenværende kirkegods tilbagetaget til fordel for den katolske kirke, og det samme skete i den nedersachsiske kreds, efter at Christian af Braunschweigs og Ernst af Mansfelds rejsning havde givet Ligaens hær lejlighed til at sætte sig fast der. Da også Christian 4. af Danmark havde sluttet fred med kejseren i Lübeck i 1629, efter at Tilly havde besejret ham ved Lutter am Barenberg den 16. august 1626, og Wallenstein i spidsen for kejserens egen hær havde hærget Jylland, var Ferdinand 2. uindskrænket herre i hele Nordtyskland, hvor alt tidligere kirkegods beslaglagdes, ikke blot det rigsumiddelbare, men også, ifølge restitutionsediktet af 6. marts 1629, det, der tilhørte landstænder, det vil sige ikke var rigsumiddelbart. Stændernes protester herimod nyttede intet, lige som der under det af Wallenstein indførte fuldstændige militærdespoti ikke blev taget noget som helst hensyn til lovhjemlede rettigheder og privilegier. Ikke med urette troede Ferdinand 2. sig nu nær målet, hans vilje var enerådende i hele riget, protestanternes modstandsevne var brudt, og selv hans højtflyvende planer om efter at have gjort sig til herre over Østersøen og det skandinaviske Norden og kastet den bourbonske magt til jorden at skride til oprettelse af et habsburgsk universalrige syntes ikke at savne mulighed for gennemførelse.
Men da de i Ligaen forenede katolske stænder, af frygt for, at det kejserlige militærherredømme skulle blive permanent og derved deres selvstændighed gå til grunde, forlangte, at Wallenstein skulle afskediges og hans hær opløses, gav kejseren efter for deres fordringer i 1630. Derved blev Ligaen den virkelige herre i Tyskland, lige som det blev den, der måtte optage kampen mod Gustav Adolf. Da denne havde tilintetgjort Ligaens hær ved Breitenfeld den 7. september 1631 og Lech den 5. april 1632, var den værgeløse kejser derfor nødt til at tilbagekalde Wallenstein, men heller ikke denne var i stand til, skønt Gustaf Adolf var faldet ved Lützen den 6. november 1632, at drive svenskerne ud af riget, og Ferdinand 2. søgte da at bringe splid mellem protestanterne ved at drage nogle af dem over på sin side, og det lykkedes ham da også ved at aftræde Lausitz til kurfyrsten af Sachsen at få denne til at opgive forbundet med Sverige og slutte fred i 1635, og da Brandenburg fulgte det af Sachsen givne eksempel, blev situationen i Tyskland alt andet end gunstig for svenskerne, der 1634 var blevne besejrede af kejserlige tropper ved Nördlingen. Men udsigten til, at kejseren atter skulle få overtaget, kaldte Frankrig frem på krigsskuepladsen som Sveriges forbundsfælle, og efter svenskernes sejr ved Wittstock i 1636 var krigen atter i fuld gang, da Ferdinand 2. døde i 1637. Hans efterfølger som kejser, Ferdinand 3., var, da krigslykken næsten uafbrudt fulgte Frankrigs og Sveriges våben, villig til at slutte fred, men de forviklede politiske forhold forhalede i en årrække underhandlingerne herom, så at den endelige undertegnelse af fredstraktaten først fandt sted den 24. oktober 1648 i Münster.
Den westfalske Fred fastsatte, hvad ordningen af de kirkelige forhold i Tyskland angik, at ikke blot lutheranerne, men også de reformerte skulle have fri religionsøvelse for stændernes vedkommende, mens dette ikke gjaldt deres undersåtter, der ligesom før måtte finde sig i at rette sig efter deres landsherrers vilje, dog nu i noget ringere grad. Striden om kirkegodset afgjordes således, at kirkelig ejendom "for bestandig" skulle tilhøre dem, der faktisk havde den i besiddelse 1. januar 1624 (normalåret). Blandt de politiske Bestemmelser var følgende de vigtigste: Huset Habsburg afstod sine besiddelser og rettigheder i Elsass til den franske krone, der fik fuld suverænitet over dem, mens andre stænders på elsassisk grund liggende territorier og de frie rigsstæder sammesteds ikke kom ind under fransk højhed, men forblev ved riget (det lykkedes dog efterhånden Frankrig at drage dem mere eller mindre ind under sin administration). Sverige fik Forpommern med Oder-mundingerne og Rügen samt Bispedømmerne Bremen og Verden, men disse lande udskiltes ikke fra riget, og Sverige blev altså for deres vedkommende tysk rigsstand med sæde og stemmeret på den tyske rigsdag. Bagpommern, Magdeburg, Halberstadt og Kammin tilfaldt Brandenburg, Nedre-Pfalz med kurstemme blev givet tilbage til Bøhmer-kongen Frederik af Pfalzs søn, mens der for Bayern, som beholdt Øvre-Pfalz, blev oprettet en ottende kurværdighed. Nederlandene og Schweiz blev erklærede for løste fra enhver forbindelse med riget. Det blev altså det tyske rige, der kom til at bære tabene ved fredsslutningen, ikke Huset Habsburg, hvis magt ikke blev væsentlig forringet, om end Frankrig fra nu af uomtvistelig var den ledende stat i den europæiske politik.

### De sidste habsburgske kejsere (1648-1740)
Overalt i Tyskland, den nordvestlige del undtagen, henlå efter den langvarige krig frugtbare, forhen veldyrkede landstrøg som udørkener, ofte i milevid udstrækning, befolkningen var aftagen i en forfærdelig grad, idet ikke engang halvdelen af det før krigen tilstedeværende indbyggerantal blev tilovers, og de ulykkelige mennesker manglede næsten alle vegne de nødvendigste betingelser for at kunne sætte næringsvejene i gang, så det varede længe, inden der atter kunne blive tale om et ordnet agerbrug, om genoptagelse af de gamle handelsforbindelser og om en livskraftig fornyelse af industrien. Den flittige og nøjsomme befolkning kom dog lidt efter lidt over de økonomiske nødstilstande, men hvad der således efterhånden indvandtes, gik atter og atter til grunde under mangeårige krige, hvori riget indvikledes, hvorfor det mange steder blev nødvendigt at begynde kulturarbejdet helt forfra igen.
Også på det åndelige livs område viste krigens ødelæggende virkninger sig, idet der her var indtrådt ikke blot en standsning i udviklingen, men en ligefrem tilbagegang, og det varede da også langt ind i 18. århundrede, inden der atter kom opgangstider for kirke, litteratur og kunst. Det varme og inderlige trosliv, der havde givet sig så kraftige udslag i reformationstiden, var vel ikke helt forsvundet, men havde dog for det meste veget pladsen for golde stridigheder om de teologiske lærebegrebers rette form og indhold, videnskaberne var sunkne ned til lærd pedanteri eller åndløst polyhistori, en national litteratur og kunst fandtes ikke mere, idet slavisk efterligning af fremmede mønstre, særlig franske og italienske, i lange tider blev det almindelige. Hvad statslivet angik, havde der vel under fredsforhandlingerne 1648 været tale om forandringer i rigsforfatningen, men det blev ikke til noget, dog fik de tyske fyrster nu ret til at indgå forsvars- og angrebsforbund med fremmede magter, hvorved det tyske rige, da der ikke levnedes kejseren andet end æresrettigheder og forsæde på rigsdagen, i virkeligheden forvandledes til et løst sammenhængende statsforbund uden anden overledelse end en ren nominel. Thi den tyske rigsdag, der siden 1663 stadig var forsamlet i Regensburg og som lovgivende og bevilgende myndighed skulle varetage rigets fællesanliggender og værne om det som helhed, egnede sig mindst af alt til at fungere som statsstyrer, da den var ganske ude af stand til hurtig at tage initiativet på grund af den utrolige langsomhed, hvormed den arbejdede, idet dens tre afdelinger (kurfyrsternes med 8 stemmer, de andre fyrsters med 98 og byernes med 52) skulle være enige om enhver beslutning med lovskraft, og stændernes repræsentanter på rigsdagen desuden idelig måtte indhente instruktioner fra deres mandanter.
Kejseren havde kun sine arvelandes interesser for øje, da han dog ikke havde synderlig at sige i riget, hvor Huset Habsburgs anseelse var aftaget så stærkt, at der, da Ferdinand 3. var død i 1657, var stemning i kurfyrstekollegiet for at lade kejserkronen gå over til en fyrste af en anden slægt end den habsburgske (der var endog tale om at vælge Ludvig 14. af Frankrig), men ved Brandenburgs energiske støtte opnåede dog Ferdinands søn kejserværdigheden som Leopold 1. Dennes regeringstid optoges af uafladelige krige, dels med Frankrig, dels med tyrkerne, hvilke sidste det kun ved rigets og Polens hjælp lykkedes ham at trænge tilbage til Balkanhalvøen, idet de, efter at de var blevne drevne bort fra Wien i 1683 af en polsk hær under Johan Sobiesky og rigstropper under Karl af Lothringen og havde lidt en række nederlag i Ungarn, ved freden i Karlowitz i 1699 blev tvungne til at overlade Leopold hele Ungarn, Transsylvanien, Kroatien og Slavonien. Herved styrkedes Huset Habsburgs magt i høj grad, mens riget, trods de svære byrder, krigen havde pålagt det, ikke vandt meget derved, uden for så vidt dets østgrænse nu var bedre sikret end før. Derimod led riget ubodelig skade gennem de fremstød, der vestfra rettedes imod det af Ludvig 14., til hvem flere rigsfyrster knyttede sig som forbundsfæller. Således blev riget nødt til under den fransk-hollandske krig 1672—1678, da de franske tropper brugte tysk grund som operationsfelt, at deltage i den store koalition, der dannede sig mod Ludvig 14., og da denne ved freden i Nijmegen den 12. august 1678 gik ud af krigen som sejrherre, blev det væsentligt Tyskland, der kom til at bære tabene, idet Ludvig beholdt de af ham inddragne tyske rigsstæder i Alsace samt Lorraine, hvis hertug han havde fordrevet, mens Spanien måtte afstå Franche-Comté, en betydelig del af den af Karl 5. oprettede burgundiske rigskreds (den 10.). Også efter krigen fortsatte Ludvig sine erobringer, idet han efter de af ham indrettede réunionskamres kendelser fratog riget det ene stykke land efter det andet, ja end ikke veg tilbage for 1681 at besætte Strasbourg. Skønt voldsdåden vakte voldsom forbitrelse i Tyskland, blev det ved protester, og da kejser og rige var optagne af tyrkerkrigene, måtte rigsdagen i Regensburg 1684 indrømme ham besiddelsen af réunionerne i 20 år. Overmodig ved den letvundne sejr forlangte han dernæst, da den wittelbachske linje i Kurpfalz var uddød i 1685, at få de pfalziske allodialgodser udleverede til fordel for sin svigerinde, den pfalziske prinsesse Elisabeth Charlotte, og sendte uden at bryde sig om den mod ham dannede liga i Augsburg i 1686, da kejseren lige som paven nægtede at anerkende den af ham støttede greve Vilhelm af Fürstenberg som ærkebiskop af Köln, riget en krigserklæring.

#### Den pfalziske Arvefølgekrig
Den pfalziske Arvefølgekrig, der indledtes med den barbariske ødelæggelse af Pfalz ved franske tropper, endte på grund af gensidig udmattelse ved freden i Rijswijk den 30. oktober 1697, hvor Ludvig 14. tilbagegav Lorraine og de fleste af sine réunioner, men beholdt Strasbourg.

#### Den spanske Arvefølgekrig
Allerede fire år efter indvikledes riget i den spanske arvefølgekrig. Den franske hær, der i begyndelsen havde glimrende held med sig, blev imidlertid, efter at være bleven slagen af Marlborough og Ludvig af Baden med rigstropperne ved Schellenberg den 2. juli 1704 og af Marlborough og Eugen af Savojen ved Höchstädt den 13. august samme år, nødt til at rømme Tyskland, der senere kun i ringere grad berørtes af krigen. Denne fortsattes efter Leopold 1.s død i 1705 af hans søn og efterfølger, Josef 1., der ved Eugen af Savojens og Marlboroughs sejre i Nederlandene blev i stand til at afvise den ydmygede franske konges fredstilbud, men netop som han troede at have sejren i hænde, blev Ludvig 14. reddet ved ministerskiftet i England 1710, og da denne magt efter Josef 1.'s død i 1711 ikke ville hjælpe hans broder og efterfølger som kejser, Karl 6., Filip af Anjous medbejler til den spanske trone, til at forene de habsburgske lande med Spanien, sluttede vestmagterne og Frankrig fred i Utrecht den 11. april 1713, mens kejseren og riget fortsatte krigen endnu et år, men uden held, hvorfor Karl 6. sluttede fred med Frankrig i Rastatt den 6. marts 1714 på egne og den 7. september samme å på rigets vegne i Baden (Kanton Aargau), i alt væsentligt på de samme betingelser, der var tilbudte ham i Utrecht.

#### Den Store Nordiske Krig
Den Store Nordiske Krig var riget som sådant uvedkommende, skønt flere tyske fyrster deltog deri, nemlig August 2. af Polen, der som kurfyrst Frederik August af Sachsen 1697 var bleven valgt til konge af Polen og nu som sådan sammen med Peter den Store angreb Karl 12. af Sverige, Frederik Vilhelm 1. af Preussen, hvis fader, kurfyrste Frederik 3. af Brandenburg, med kejserlig tilladelse 18. januar 1701 havde kronet sig selv som konge af Preussen, og Georg 1. af England, kurfyrste af Hannover (en 9. kurværdighed var 1692 blevet oprettet for dette hertugdømme). August 2. blev af Karl 12. ved Freden i Altranstädt den 29. oktober 1706 tvunget til at opgive den polske krone, men genoptog senere krigen med Sverige, der 1720 afstod et stykke af Svensk Forpommern til Preussen samt Bremen og Verden til Hannover. Krigen kom altså også riget til gode, for så vidt som Sveriges tyske besiddelser indsnævredes til fordel for tyske fyrster, medens freden i Passarowitz i 1718, der endte en af kejseren heldig ført krig med tyrkerne, kun blev til fordel for Karl 6., der heller ikke tog i betænkning at ofre rigets interesser for gennemførelsen af den plan, der beskæftigede ham i det meste af hans øvrige regeringstid, nemlig overdragelsen af arveretten, da han ingen sønner havde, til samtlige habsburgske lande til hans ældste datter, Maria Theresia. Efter, at hans egne landstænder havde billiget den pragmatiske sanktion, gav også de tyske rigsstænder undtagen kurfyrste Karl Albrecht af Bayern, der betragtede sig som kejserens nærmeste arving, deres samtykke, hvad også de udenlandske stater gjorde, for nogles vedkommende dog kun mod betydelige indrømmelser til dem fra kejserens side. Således berøvede han riget en af dets bedste provinser, idet Lorraine ved præliminærfreden i Wien den 3. oktober 1735 og den endelige fred sammesteds den 18. november 1738, der endte den polske tronfølgekrig, blev afstået til Stanislaus Lesczinsky, efter hvis død det skulle tilfalde Frankrig, mens Spanien fik Neapel og Sicilien som secundogenitur. Karl 6. døde den 30. oktober 1740 som den sidste Habsburger på Tysklands trone.

### Tyskland under de sidste romerske kejsere og i opløsningstiden indtil oprettelsen af det tyske forbund (1740—1815)
Det blev Preussen, der altid havde ydet Maria Theresias fader tro vasaltjeneste, fra hvem det første angreb på den pragmatiske sanktion udgik, idet Frederik 2. af Preussen, da Maria Theresia afviste hans fordring på en del af Schlesien, straks lod en hær rykke ind i denne provins, hvad der blev indledning til den østrigske arvefølgekrig, men kritisk nu situationen for Maria Theresia, da Frankrig, Spanien, Sardinien, Bayern, Sachsen og Preussen 1742 sluttede sig sammen med det formål at dele den habsburgske arv, hvorefter Karl Albrecht af Bayern, der samme år var blevet valgt til kejser som Karl 7., i spidsen for franske og bayerske tropper rykkede ind i Böhmen. En ungarsk hær fordrev ham imidlertid, og Frederik 2. trak sig tilbage fra aktiv deltagelse i krigen, efter at Schlesien var blevet afstået til ham ved freden i Breslau den 11. juni 1742, men greb igen til våben, da Maria Theresia ved forbund med England og Sachsen havde bragt ham i en isoleret stilling, og tiltvang sig ved sine sejre i sommeren 1745 stadfæstelse af Breslau-freden ved fredsslutningen i Dresden den 25. december 1745. Da Karl 7. var død samme år, og hans søn og efterfølger i Bayern, Maximilian 3. Josef, ved freden i Füssen den 22. april samme år havde anerkendt den pragmatiske sanktion, blev Maria Theresias gemal, storhertug Frants Stefan af Toscana (forhen hertug af Lothringen) valgt til kejser som Frants 1. (1745—1765), og Østrig havde nu kun een fjende af betydning tilbage, nemlig Frankrig, der udpint af søkrigen med England sluttede en simpel fred i Aachen den 18. oktober 1748, mens Østrig sammesteds afstod Parma, Piacenza og Guastalla til Spanien. Maria Theresia havde altså hævdet sin stilling som arvtager efter Karl 6., men harmen over tabet af Schlesien og frygten for, at Preussen skulle blive i stand til at trænge Østrig bort fra dets forrangsplads i riget, gjorde hende fast besluttet på at fratage Preussen dets sidste erobring og om muligt tvinge Huset Hohenzollern tilbage inden for de oprindelige grænser for dets magt i Nordtyskland. Ved at stille Rusland, Frankrig og Sverige reelle fordele i udsigt lykkedes det hende at få dem med til et angreb på Preussen, men det blev Frederik 2., der vel underrettet om wienerhoffets planer begyndte Syvårskrigen ved sit indfald i Sachsen i 1756, hvad der også bragte ham på krigsfod med riget.

#### Syvårskrigen
Under Syvårskrigen var den offentlige mening i Tyskland på Frederik 2.s side. Man harmedes over, at Østrig ville afstå tysk land til Rusland og Sverige (henholdsvis Østpreussen og en del af Pommern), nationalstoltheden blev vakt til live ved preusserkongens sejre over russerne og franskmændene, mens man kun havde hån og spot tilovers for rigshæren, og de dannede klasser så i Preussen med dets rationelt ordnede forvaltningssystem, dets intelligente embedsstand og ypperlige hær forkæmperen for de reformideer på så godt som alle felter af det offentlige Liv, som tiden krævede, mens Østrig stod som repræsentant for reaktionære tendenser både i stat og kirke. Hubertusburg-freden den 15. februar 1763 blev derfor hilst med almindelig tilfredshed i riget, hvor adskillige fyrster, også gejstlige, efter preussisk mønster tog fat på omdannelse af administration, retspleje, skolevæsen, næringslovgivning og så videre. Også Østrig kom under Maria Theresias dygtige styrelse til kræfter igen, og hendes søn Josef, der som Josef 2. i 1765 blev sin faders efterfølger på Tysklands trone, gjorde selve riget til genstand for reformforsøg, der vel ikke var af synderlig betydning, men dog vakte uvilje ved den egenmægtige måde, hvorpå de sattes i scene, så meget mere som fyrsterne følte sig alt andet end tiltalte af Josef 2.s planer om udvidelse af det habsburgske hus magt inden for rigets grænser. Josef 2. indledte nemlig underhandlinger med kurfyrst Karl Theodor af Pfalz, der 1777 arvede Bayern, om afståelse af en betydelig del af det sidste land til Østrig, men herimod nedlagde Frederik 2., efter opfordring af Karl Theodors arving, hertug Karl af Zweibrücken, protest, og da dette ikke hjalp, rykkede han med en hær ind i Böhmen, hvorved den ublodige bayerske arvefølgekrig 1778—1779 tog sin begyndelse. Ved Maria Theresias indskriden kom det dog ikke til kamp, og i freden i Teschen den 13. maj 1779 nøjedes Josef 2. med et lille stykke af det østlige Bayern. Nogle år senere fornyede Josef underhandlingerne med Karl Theodor, der denne gang i bytte for Bayern skulle have de østrigske Nederlande med kongetitel, men denne plan strandede på Frederik 2.s modstand, idet han i spidsen for det nydannede tyske fyrsteforbund 1785 tvang Josef 2. til at opgive alle videre forsøg på at indlemme rigsland i sine østrigske besiddelser.

#### Polens delinger
Den ved denne lejlighed så stærkt fremtrædende rivalitet mellem de to tyske stormagter, hvis medbejlerskab til førerstillingen i Tyskland nu i lange tider blev en hovedfaktor i dette lands historie, prægede også deres politik over for Rusland og Polen i de nærmeste år før dette riges opløsning. Preussen, der ved Polens første deling havde fået Vestpreussen undtagen byerne Danzig og Thorn, søgte lejlighed til at erhverve disse og mere polsk land, men ville ikke tillade Østrig at udvide sig på Tyrkiets bekostning og truede i den anledning, støttet af England, med krig. Men da Josef 2. var død i 1790, erklærede hans broder og efterfølger som kejser, den kloge og besindige Leopold 2., på kongressen i Reichenbach den 27. juli 1790, at Østrig ikke nærede udvidelsesplaner af nogen art, hvorved også Preussen måtte lade alle anneksionslyster fare. Men et par år efter tog det revanche for denne skuffelse, idet det ved at forråde Polens sag og hurtig slutte sig til Rusland fik Østrig udelukket fra Polens anden deling i 1793, hvad Wienerhoffet hævnede ved 1795 at overliste Preussen, så at dette ved Polens tredje deling blev nødt til at modtage, hvad Østrig og Rusland ville give det.

#### Riget sønderdeles
Den store franske revolution vakte naturligvis de tyske fyrsters afsky, men hilstes af mange i folket med bifald. Frederik Vilhelm 2. af Preussen var ivrig for som de monarkiske interessers forkæmper at bringe Ludvig 16. hjælp, men den forsigtige Leopold fik ham ved en sammenkomst i Pillnitz den 27. august 1791 til at se tiden an. Vel sluttede de to magter et forbund den 7. februar 1792, tre uger før Leopold 1.s død den 1. marts samme år, men krigen udbrød først, efter at det girondinske ministerium i Frankrig den 30. marts samme år havde ladet Ludvig 16., meget mod hans vilje, sende det tyske rige en krigserklæring, hvorpå Leopold 2.s søn og efterfølger, Frants 2., lod østrigske tropper rette et angreb mod Frankrigs nordgrænse, mens preusserne gik over østgrænsen. Felttoget 1792 blev dog højst uheldigt for de allierede, idet preusserne efter kanonaden ved Valmy den 20. september blev nødt til at rømme Champagne, mens østrigerne blev slagne ved Jemappes den 6. november, hvorpå en fransk hær under Custine besatte den højre Rhin-bred, og skønt de 1793, efter at den første koalition mod Frankrig var dannet, havde bedre held med sig, optoges deres opmærksomhed det følgende år så stærkt af forholdene i Polen, at franskmændene atter havde fremgang, og 1795 trak Preussen, hvis finanser var hårdt medtagne, sig ud af krigen, idet det sammen med flere nordtyske fyrster sluttede fred i Basel den 5. april, hvorved Preussens og fyrsternes besiddelser vest for Rhinen tilfaldt Frankrig, mod at der skulle gives erstatning for det afståede land i andre territorier ved den almindelige fredsslutning og tillige den del af riget, der lå nord for en vedtagen demarkationslinje, erklæredes for neutral. Østrig og de sydtyske stater fortsatte krigen ved Rhinen med held, idet de franske generaler Jourdan og Moreau 1795 og 1796 blev tvungne til tilbagetog, men ved Napoleons sejre i Italien 1796—1797 med påfølgende indmarch i Tirol nødtes Østrig til våbenstilstanden i Leoben den 18. april 1797, der blev forløber for freden i Campo Formio den 17. oktober samme år, ved hvilken Frankrig fik hele den venstre Rhin-bred, mod at de derved skadelidte fyrster skulle have erstatning i selve riget. Erstatningskravene skulle afgøres på en kongres i Rastatt, men forhandlingerne herom, der åbnedes den 9. december 1797, trak i langdrag og fik en brat afslutning den 28. april 1799, efter at Østrig havde tiltrådt den anden koalition mod Frankrig, til hvilken også den sydlige del af riget sluttede sig, mens den nordlige forblev neutral.
Østrig blev ved Napoleons sejr ved Marengo den 14. juni 1800 og Moreaus ved Hohenlinden den 3. december samme år tvunget til på egne og rigets vegne at undertegne freden i Lunéville den 19. februar 1801, der i alt væsentligt stadfæstede freden i Campo Formio. Om erstatningsspørgsmålet til de tyske fyrster skulle der forhandles i Regensburg med et af rigsdagen nedsat udvalg, den såkaldte deputation, men fyrsternes begærlighed efter hver for sig at tilrive sig så meget land som muligt gjorde i lang tid en overenskomst umulig, indtil Napoleon efter hemmelige aftaler med Rusland og Preussen fremlagde et forslag, der vedtoges den 25. februar 1803. Herved bestemtes det, at de tre gejstlige kurstater, Mainz, Trier og Köln, tillige med alle andre gejstlige fyrstendømmer i Tyskland, ærkebispedømmer, bispedømmer og abbedier skulle ophæves og deres territorier fordeles mellem de skadelidte fyrster, af hvilke mange fik langt mere, end de havde mistet, Preussen og Baden fx det 5—7-dobbelte (Frankrig havde på venstre Rhin-bred erhvervet i alt 60.000 km2 med omkring 3½ mio. indbyggere); Salzburg blev givet til den forhenværende storhertug, Ferdinand af Toscana (hertugen af Modena fik Breitgau), Württemberg, Baden og Hessen-Kassel blev kurfyrstendømmer, og den forrige kurfyrste af Mainz fik som Tysklands fyrstprimas Regensburg og Aschaffenburg. Besidderne af de inddragne gejstlige territorier beholdt deres gejstlige embeder med betydelige indtægter. Af de 52 rigsstæder mediatiseredes de 46, så at kun Hamburg, Lübeck, Bremen, Frankfurt a. M., Nürnberg og Augsburg skånedes. Ved ophævelsen af de gejstlige stænder, hvorved de protestantiske stænders antal blev dobbelt så stort som de katolske, 60 mod 30, samt ved rigsstædernes mediatisering berøvedes kejseren ethvert spor af myndighed i riget, der i virkeligheden allerede nu, skønt det formelt endnu bestod et par år, var opløst, hvorfor også Frants 2. den 18. august 1804 antog titel af kejser af Østrig.

#### Rhinforbundet, Det tysk-romerske Riges opløsning
De tyske fyrster ønskede nu intet hellere end vedvarende at kunne have støtte i Frankrig, der havde skaffet dem så store fordele, og Bayern, Württemberg og Baden sluttede sig derfor, da Østrig, som medlem af den 2. koalition mod Frankrig, 1805 atter begyndte krig mod denne magt, trods Wienerhoffets trusler til Napoleon, hvis tropper som følge heraf uhindret kunne trænge frem til Ulm, hvor general Mack måtte kapitulere med 23.000 mand den 17. oktober samme år, hvorefter Napoleon besatte Wien og tilføjede østrigerne og russerne det afgørende nederlag ved Austerlitz den 2. december samme år. Forladt af Rusland måtte Østrig slutte fred i Pressburg den 25. december samme år, hvorved det afstod Tirol og Vorarlberg til Bayern (som erstatning fik det Salzburg, i stedet for hvilket ærkehertug Ferdinand fik Würzburg) og Breisgau til Baden, anerkendte Bayern og Württemberg som kongeriger, Baden som storhertugdømme og endelig på forhånd gav sit samtykke til, at syd- og vesttyske stater trådte i nærmere forbindelse med Frankrig. Dette skete ved dannelsen af Rhinforbundet den 12. juli 1806, et forbund af 16 stater (Bayern, Württemberg, Baden, Hessen-Darmstadt og Berg var de vigtigste), som gav sig ind under Frankrigs protektorat og forpligtede sig til at stille et troppekontingent til dets rådighed. Efter anmeldelsen af de 16 staters udtrædelse af det tyske rige den 1. august samme år for rigsdagen i Regensburg var det tyske rige også formelt opløst, og kejser Frants 2. nedlagde derfor den 6. august den tysk-romerske kejserkrone, hvorpå rigsdagen gik fra hinanden. Samtidig hermed mediatiseredes de mindre rigsfyrsters, rigsgrevers og rigsridderes besiddelser, der lå inden for Rhinforbundets territorium, en foranstaltning, der snart efter også udstraktes til andre dele af Tyskland og havde til følge, at de mediatiserede fyrster som »standesherren« kun beholdt enkelte af deres rettigheder. Preussen forlangte efter Rhinforbundets dannelse, forbitret over, at Napoleon havde tilbudt England Hannover, som han i december 1805 havde tvunget Preussen til at modtage i bytte for Ansbach og Bayreuth, og i blind tillid til sin militære kraft, at Napoleon inden en bestemt tidsfrist skulde rømme Tyskland, hvad den franske kejser besvarede med at lade sin hær overskride den nordtyske demarkationslinje, hvorpå den preussiske hær blev slået ved Jena og Auerstädt den 14. oktober 1806, og mens de preussiske hærafdelinger og fæstninger overgav sig den ene efter den anden, drog Napoleon ind i Berlin og derfra til Østpreussen, hvor de russiske nederlag ved Eylau den 7. februar 1807 og Friedland den 13. juni samme år tvang kejser Alexander til at begynde underhandlinger i Tilsit, der endte med freden sammesteds den 7. juli samme år, hvor Preussen mistede over halvdelen af sit territorium, idet dets 1793 og 1795 erhvervede polske provinser blev stillede under kongen af Sachsen (dette land havde ved 11. december 1806 at forlade Preussen og gå over til Napoleon fået titel af kongerige og var indtrådt i Rhinforbundet) som Storhertugdømmet Warszawa, mens provinserne vest for Elben sammen med en del af Hannover og Kurhessen blev omdannede til Kongeriget Westfalen under Napoleons yngste broder Jérôme. Napoleon var nu uindskrænket herre i Tyskland, hvis fyrster, på få undtagelser nær, var veltilfredse med deres stilling som hans vasaller, ligesom også befolkningen i det hele mere havde øje for de goder, der fulgte med den franske påvirkning: ophævelse af feudalvæsenet og anerkendelse af revolutionens lighedsprincip, forenklinger af administrationen, en mere rationel finansforvaltning og frugtbringende lovgivningsvirksomhed på næringslivets område, end for de uheldige sider ved fremmedherredømmet: uafladelige kontributioner og militærudskrivninger, fastlandsspærringen, pressetvang og polititilsyn. Det kunne derfor ikke ventes, at Østrig, der ved en række heldige reformer under den dygtige og frisindede minister Stadions ledelse havde vundet ny styrke, skulle kunne få hjælp fra Tyskland, da det under den ved det spanske oprør fremkaldte uheldige situation for Frankrig 1809 begyndte en befrielseskamp mod Napoleon.
Forventningen om, at de østrigske våbens held ved Aspern den 21. og 22. maj 1809 skulle fremkalde en tysk folkerejsning af samme art som den i Tirol, skuffedes, idet enkelte forsøg i denne retning mislykkedes, og Østrig måtte efter nederlaget ved Wagram den 6. juli 1809 slutte freden i Wien den 14. oktober samme år, hvorved det på ny mistede land, deriblandt Salzburg til Bayern. Kejser Frants forlod nu de af Stadion betrådte baner og overgav ledelsen af Østrigs udenrigspolitik til Metternich, der fandt det nødvendigt, at Wienhoffet opgav sin fjendtlige holdning over for Frankrig, og det ny venskab besegledes snart ved Napoleons giftermål med ærkehertuginde Marie Louise. Sikret ved alliancen med Østrig kunne Napoleon i 1810 tillade sig uden videre at indlemme hele Tysklands Nordsøkyst samt Lübeck i Frankrig, hvad der vel bidrog til overalt i Tyskland at styrke harmen mod den brutale despot, men ikke gjorde de tyske fyrster vaklende i deres troskab mod deres overherre; kun i Preussen var regeringen, der ved en række gennemgribende reformer af statsforvaltning og samfundsforhold havde søgt at genoprejse den dybt sunkne stat, fast besluttet på ved første gunstige lejlighed at kalde folket til våben og at stille sig i spidsen for en nationalrejsning mod undertrykkerne af det tyske folks frihed og selvstændighed. Men tiden hertil kom først, da den franske kejser med tabet af hele sin hovedhær havde måttet trække sig ud af Rusland i december 1812. Thi mens Napoleon udskrev en ny hær i Frankrig, kaldte Frederik Vilhelm 3. det preussiske folk til våben og forenede sin hær med den russiske (marts—april 1813), hvad der blev den første begyndelse til den tyske frihedskrig. Men trods den begejstring, hvormed alle klasser af befolkningen i Preussen strømmede til fanerne, vandt de allierede dog ingen afgørende fordele over den unge franske hær. Først da Østrig var trådt til den 10. august samme år, blev stillingen kritisk for Napoleon, der måtte trække sine tropper sammen om Leipzig, hvorfra han efter sit store nederlag den 16.—18. oktober måtte tiltræde tilbagetoget til Frankrig, under hvilket Rhinforbundets fyrster faldt fra ham. Ved nytårstid 1814 gik de tyske og russiske hære over Rhinen og fremtvang den første Paris-fred den 30. maj samme år, hvorved Tyskland fik den samme vestgrænse som 1792, og hertil føjedes ved den anden Paris-fred den 20. november 1815, der fulgte på kejserdømmet i de 100 dage, Landau og Saar-distriktet.

#### Oprettelsen af det Tyske Forbund
Wienerkongressen ordnede Tysklands forhold således, at Preussen foruden sine 1795 tabte besiddelser vest for Rhinen, der udvidedes betydeligt, fik tilbage alt, hvad det havde mistet i 1807, undtagen den sydligste del af dets polske provinser, der tilfaldt Rusland, men i erstatning herfor fik det den nordlige halvdel af Kongeriget Sachsen; ellers beholdt Rhinforbundets fyrster deres territorier dog således, at Bayern tilbagegav Østrig Tirol og Salzburg; Kurhessen og Hannover (med en grænseregulering) genoprettedes, og af de 6 fristæder blev kun de 4, Hamburg, Lübeck, Bremen og Frankfurt a. M., tilbage. Da der ikke på grund af Østrigs og Preussens indbyrdes skinsyge kunne være tale om genoprettelsen af det tyske kejserrige, besluttedes det at danne en modvægt mod dem ved at give samtlige tyske stater formel ligeberettigelse som deltagere i rigsregeringen, og således oprettedes 8. juni 1815 det af 39 Stater bestående Tyske Forbund.